# León y Sol

León y Sol

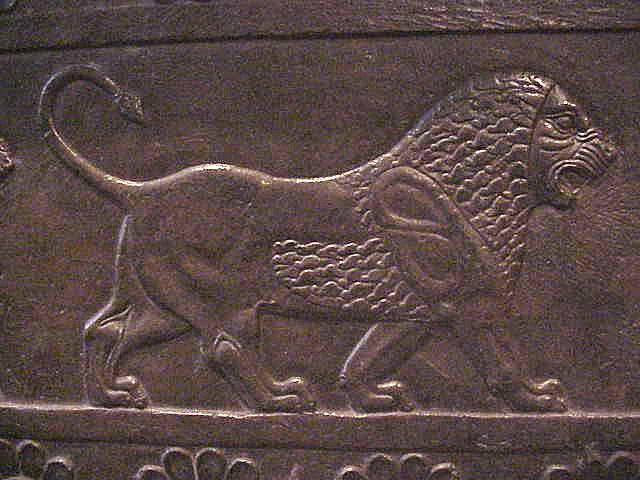
Símbolo del León en Persépolis; relieve persa de la Universidad de Chicago del Instituto Oriental

El León y Sol (en persa: شیر و خورشید‎, Šir o Xoršid) es uno de los principales emblemas de Irán. Entre 1846 y 1980 fue parte de la bandera nacional de Irán. Este símbolo que ilustra tradiciones antiguas y modernas, se volvió muy popular durante el siglo XII en Irán. El símbolo del León y Sol se basa en configuraciones astronómicas y astrológicas: el antiguo signo del sol en la Casa de León, que se remonta a la astrología babilónica y en las tradiciones orientales.
El símbolo tiene muchos significados históricos. Primero, como un elemento científico y secular, era únicamente un símbolo astrológico y zodiacal. Bajo el mandato de Imperio safávida y los primeros reyes de la dinastía kayar, se asoció más con el chiismo, Durante la era de Safavid, el León y Sol representó a los dos pilares de la sociedad, el estado y la religión islámica. Se convirtió en un emblema nacional durante la era del Qajar. En el siglo XIX, los visitantes europeos de la corte del Qajar, apoyaron la idea de la antigüedad del símbolo, por lo que adquirió una interpretación nacionalista. Durante el reinado de Fat'h-Ali Shah Qajar y sus sucesores, la forma física del símbolo fue substancialmente cambiada. Se colocó una corona en la parte posterior para poder representar la monarquía. A partir del reinado de Fat'h-Ali, se desenfatizó el aspecto islámico de la monarquía. Este cambio afectó el simbolismo del emblema. El significado del símbolo se cambió varias veces entre la era del Qajar y la Revolución de 1979. El león puede interpretarse como una metáfora de Ali o por los héroes de Irán quienes están listos para proteger al país contra los enemigos, o bien, como un símbolo de realeza. El sol ha sido interpretado como el símbolo del rey Jamshid, el mítico rey de Irán y la patria.  
Los muchos significados históricos del emblema han proporcionado un amplio terreno para otros símbolos importantes de la identidad iraní. En el siglo XX, algunos políticos y escolares sugirieron que el emblema podía ser reemplazado por otros símbolos como el de Derafsh Kaniani. Sin embargo, el emblema se mantuvo como un símbolo oficial de Irán hasta la Revolución de 1979, cuando el "León y Sol", se eliminó de espacios públicos y organizaciones gubernamentales, para ser remplazado por lo que hoy se conoce como el Escudo de Armas de Irán.

## Origen

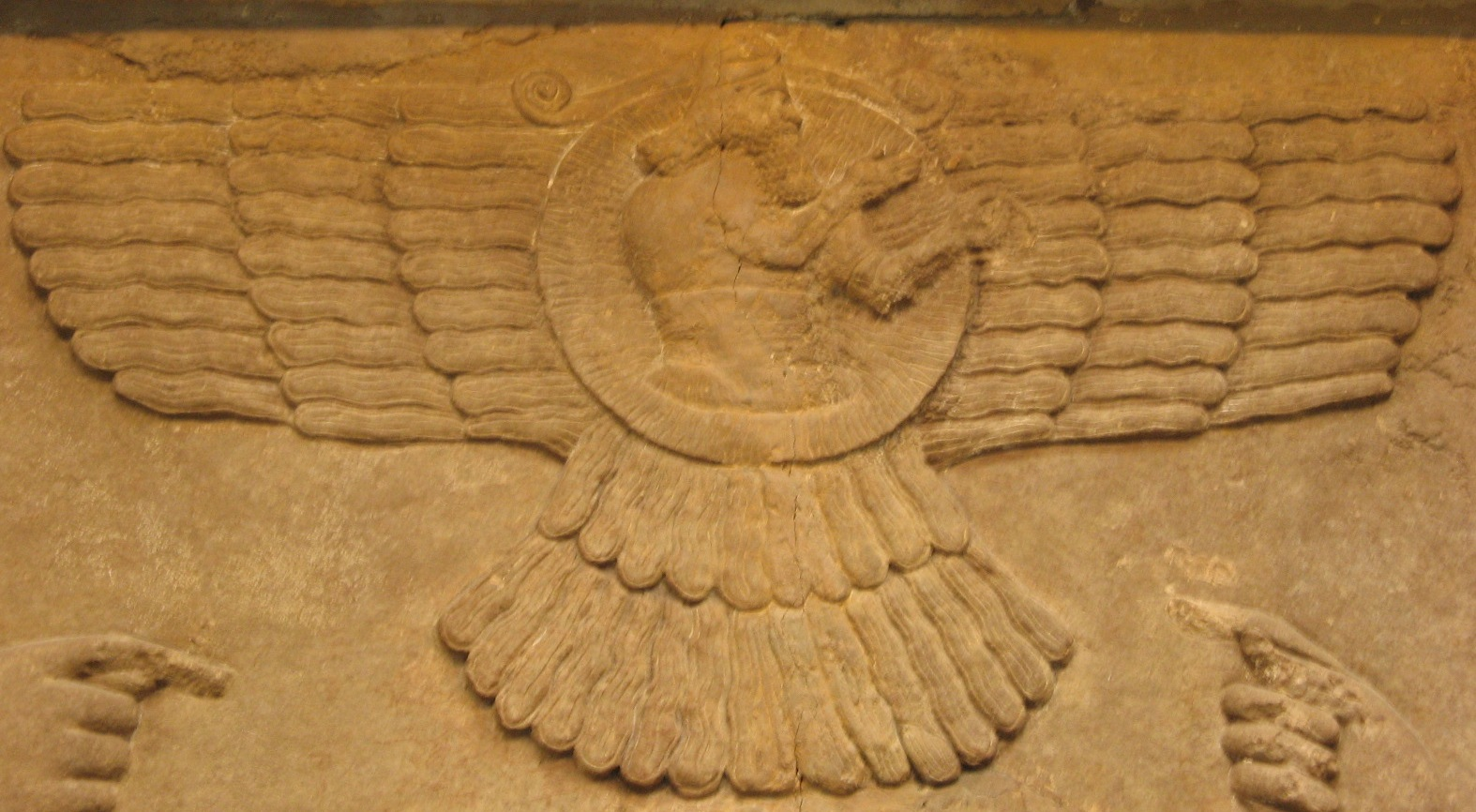
Shamash, Dios mesopotámico del Sol; relieve asirio del Palacio de Nimrud del Noroeste (cuarto B, panel 23); 865-860 a. C.

El símbolo del León y Sol se ha basado en configuraciones astronómicas y astrológicas y en el antiguo signo zodiacal del sol de la Casa de Leo. Este símbolo, que combina "antiguas tradiciones iraníes, árabes, turcas y mongolas", se volvió popular en el siglo XII. Según Afsaneh Najmabadi, el símbolo del León y Sol tiene un "único éxito" entre los íconos que representaban la identidad moderna iraní, ya que se encontraba influenciado por todas las culturas históricas significativas de Irán y reunía los símbolos del Irán zoroastriano, del de la Shia,el judío, el turco y el persa o iranio.

### Raíces semíticas y zodiacales

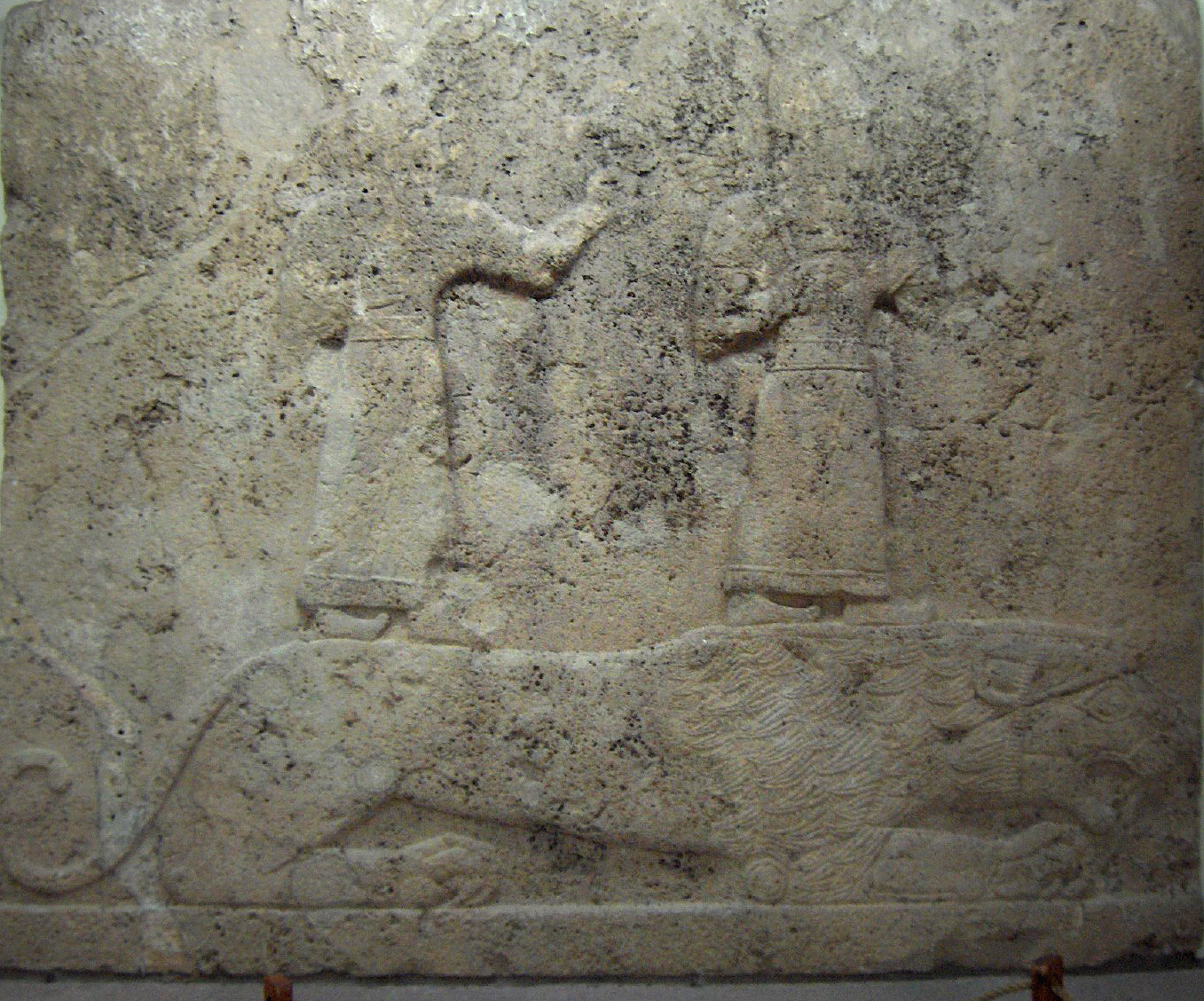
Dios del Sol y la Luna parados sobre un león; relieve de la pared de Herald, Carchemish; 950-850 a. C.; estilo tardío de Hittite; Museo de Civilizaciones Anatolias, Ankara, Turquía.

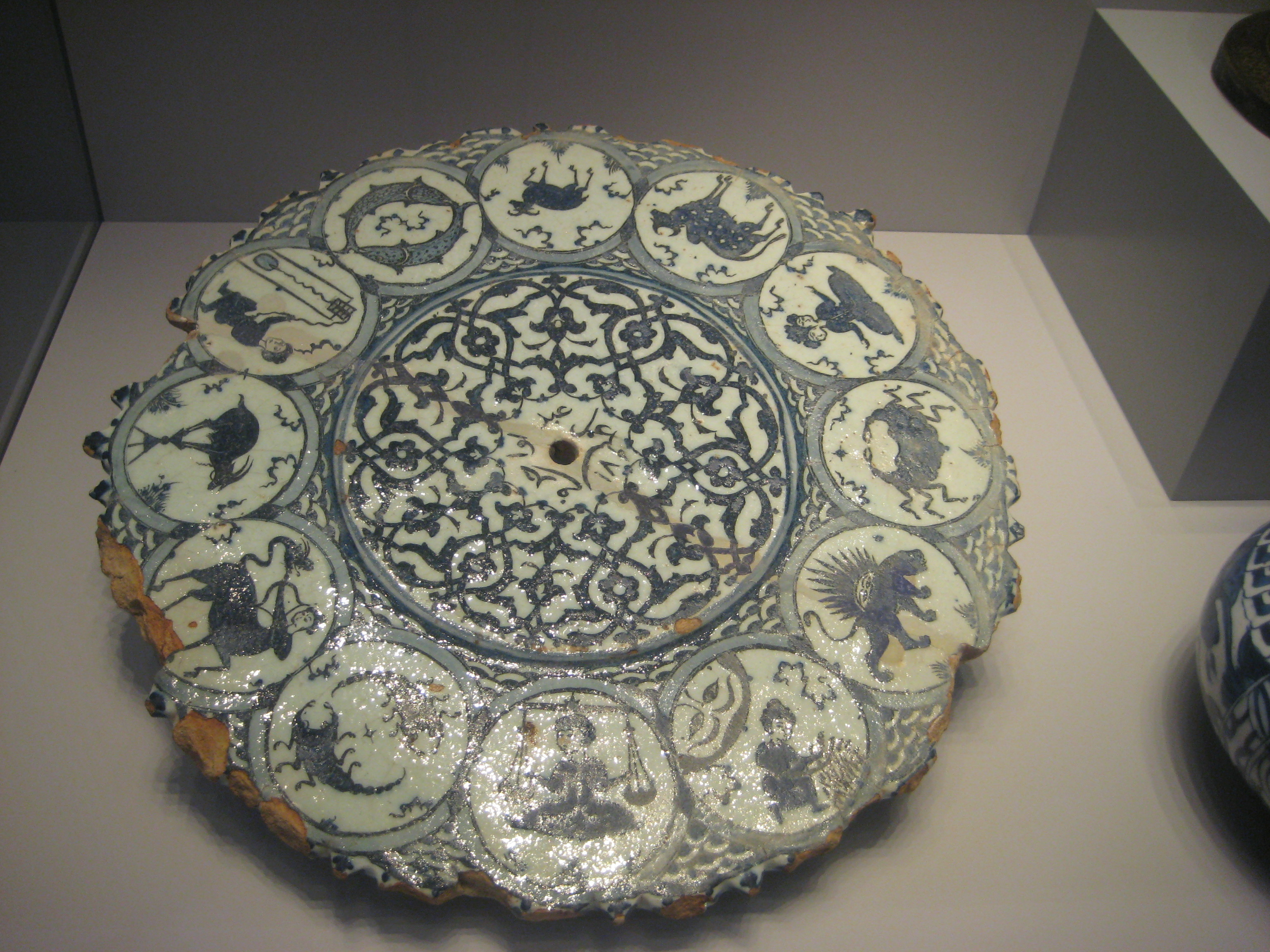
Zodiaco islámico contiene al símbolo astrológico del León y Sol, Museo de Pérgamo en Berlín, Alemania.

Según Krappez, la combinación astrológica del sol por encima del león se ha convertido en el escudo de armas de Irán. En la astrología islámica, el león zodiacal era la "casa" del sol. Esta noción tiene un origen mesopotámico antiguo "incuestionable". Desde los tiempos antiguos, había una conexión cercana entre los dioses del sol y el león en la tradición del zodiaco. Se sabe que el sol, en su máxima fuerza, entre el 20 de julio y el 20 de agosto, era en la "casa" del león.
Krappe revisó la antigua tradición de oriente, observó como los dioses del sol y las divinidades estaban estrechamente conectadas entre sí y concluyó que "el león solar persa, que el día de hoy es el escudo de armas de Irán, evidentemente estaba derivado del mismo dios antiguo del sol del este". Como ejemplo, él nota que en Siria, el león era el símbolo del sol. En Palestina, un león héroe y asesino era el hijo de Baa'I Shamash, el gran dios semítico del sol. Curiosamente, este león asesino era originalmente un león común. Otro ejemplo es la gran divinidad semítica solar Shamash, quien también era interpretado como un león. El mismo simbolismo se observa en el Antiguo Egipto, donde en el templo de Dendera, Ahí, el Grande, es llamado "El León del Sol, quien se eleva en el cielo del norte para traer al sol".
De acuerdo a Kindermann, el escudo imperial iraní tiene a su predecesor en la numismática, que a su vez se basa en su mayoría en configuraciones astronómicas y astrológicas. La Constelación de Leo contiene 27 estrellas y 8 unidades sin forma. Leo es "una ficción de gramáticos ignorantes de los cielos, quien debe su existencia a interpretaciones falsas y cambios arbitrarios de los nombres más viejos de las estrellas." Es imposible determinar con precisión cual fue el origen de tal interpretación de las estrellas. Los babilonios observaron una jerarquía celestial de los reyes en signo el zodiacal de Leo. Pusieron al león como el rey del reino animal, en el lugar del zodiaco en el que ocurre el solsticio del verano. En el zodiaco babilonio, se convirtió en el símbolo de la victoria del sol. Justo como Jesús es llamado el León de Judá y en tradiciones islámicas Ali Ibn Abu Talid es llamado "El Dios León" (Asadullah) por los musulmanes Shiite. Por último, Hamzah, el tío del profeta Mahoma, también fue llamado el León de Dios.

### Antecedentes Iraníes

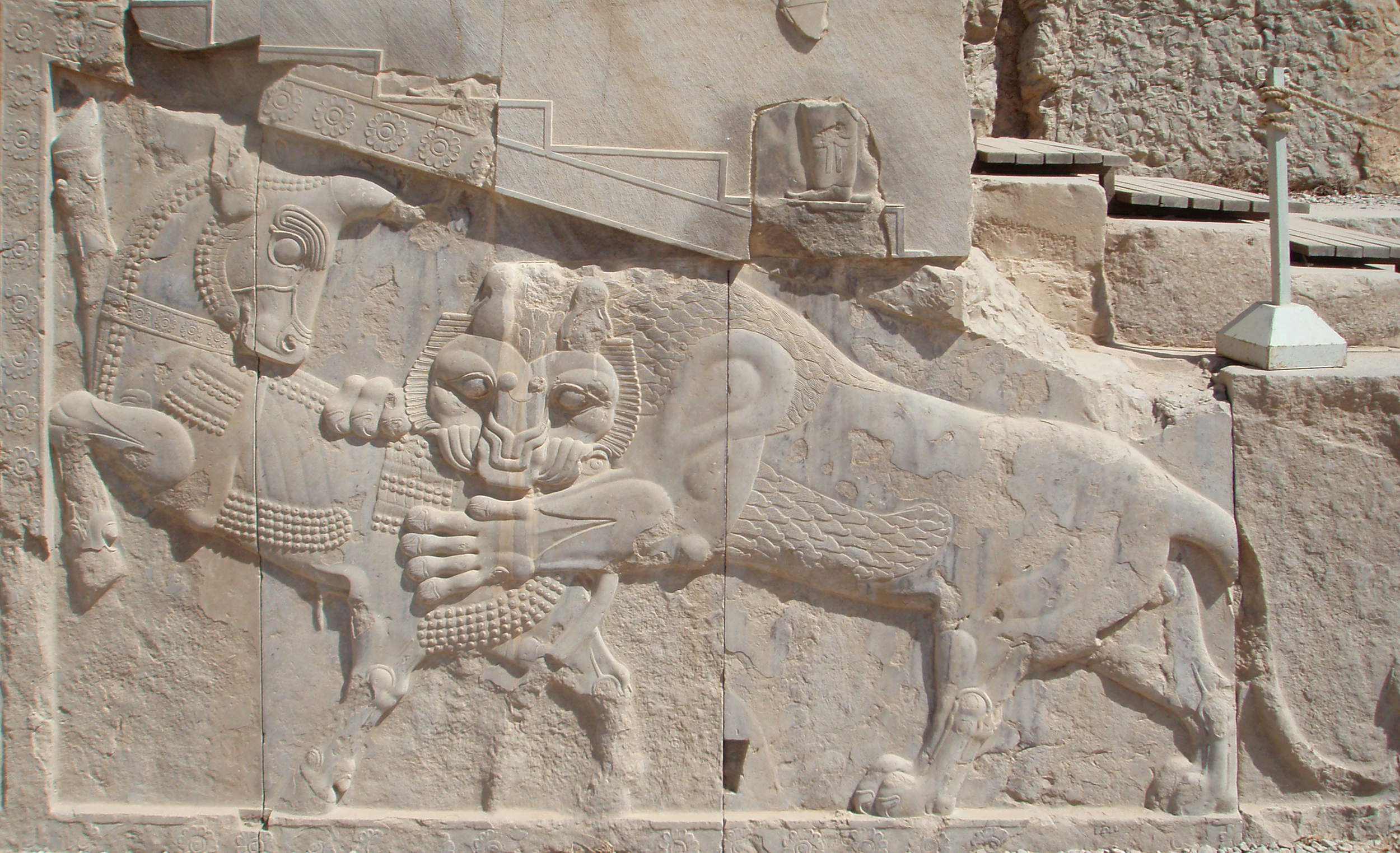
Bajorrelieve en Persépolis (un símbolo del Nowruz Zoroastriano), en el día del equinoccio de primavera, representando la eterna lucha de un toro (personificando a la Tierra) con un león (personificando al Sol), representados como iguales.

El sol masculino siempre ha sido asociado con la realeza iraní: la tradición iraní recuerda que Kayanids tenía un sol de oro como emblema. De los historiadores griegos de la antigüedad clásica, se sabe que una imagen de cristal del sol adornaba la carpa real de Darius III, así mismo la bandera arsácida fue adornada con el sol y que las normas sasánidas tenían una bola roja simbolizando al sol. El cronista bizantino, Malalas, registró que el saludo de una carta del "Rey persa, el Sol del Este," estaba dirigida a "César romano, la Luna del Occidente". El rey turanio, Afrasiab, es recordado por haber dicho: "He escuchado de hombres sabios que cuando la Luna de Turán se alce, será lastimada por el Sol de los iraníes."

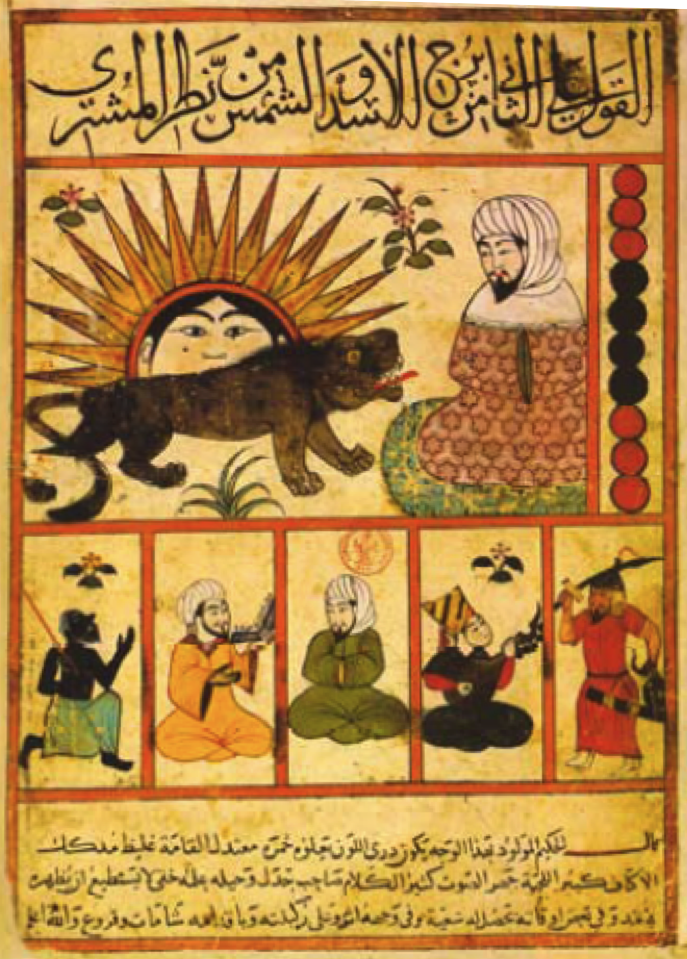
Muestra de un manuscrito en Astrología de Abu Ma'shar, 850 AD.

Del mismo modo, el león también siempre ha tenido una asociación cercana al reinado iraní. Las prendas y decoraciones del trono de los reyes arqueménidos estaban bordadas con temas de leones. La corona del rey mitad persa y mitad seléucido, Antiochus I, era adornado como león. En la inscripción de la investidura de Ardacher I en Naqsh-e Rostam, la armadura del pecho del rey estaba decorada con leones. Además, en algunos dialectos iraníes, la palabra de rey (shah) se pronuncia como Sher, homónimo de la palabra león. Influencias islámicas, turcas y mongolas también hicieron hincapié en la asociación simbólica del león y la realeza. La evidencia más temprana del uso del león como estándar, que viene de Shahnameh, señaló que la casa feudal de Godarz (una familia de los tiempos de Parthian o Sassanid) adoptó un león de oro para sus dispositivos.

### Raíces islámicas, turcas y mongolas
Tradiciones islámicas, turcas y mongolas destacaron la asociación simbólica del león con la realeza con el tema de un león con un sol. Estas culturas reafirman que el poder carismático del sol y los mongoles restablecieron la veneración del sol, especialmente al amanecer. El león es representado probablemente con más frecuencia y diversidad que cualquier otro animal. En la mayoría de las formas, el león no tiene un significado simbólico y es meramente decorativo. Sin embargo, por lo general, tiene significados astrológicos. Una de las formas más populares del león, es la heráldica, incluyendo el escudo de armas persa (el Leon y Sol); así mismo, el animal en el escudo de armas de los Mamluk Baybars, es tal vez  de los Rum Saldjukids con el nombre de Kikidi Arslan.

## Historia

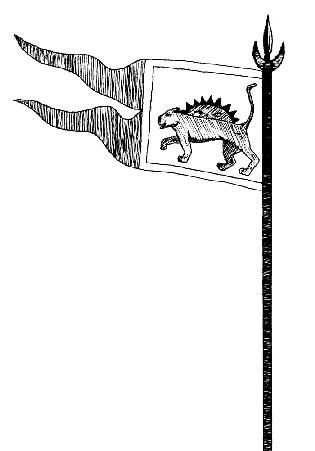
Uno de los primeros ejemplos de banderas con el símbolo del León y Sol (826 AH/1423 AD).

### Dinastías persas y turcas
La gran cantidad de evidencia literaria y arqueológica de Ahmad Kasravi, Mojtaba Minovi y Saeed Nafisi, muestra que el antiguo símbolo del zodiaco del sol en la Casa de Leo, se convirtió en una figura emblemática y popular en el siglo XII. Fuat Köprülü sugiere que el león y el sol en las banderas, monedas turcas y mongólicas, eran signos  astrológicos y no ejemplificaban a la realeza. El símbolo del León y Sol, apareció por primera vez en el siglo XII, más notablemente en la acuñación de Kaykhusraw II, quien fue un sultán del Sultanato de Seljuk Rum de 1237 a 1246; probablemente para ejemplificar el poder del gobernante. La idea de que "el sol simboliza la esposa del rey de Georgia es un mito, ya que se decía que el sol descansaba en las espaldas de dos leones con sus colas entrelazadas [...] y el sol parecía busto masculino." Otros sucesos importantes del uso del símbolo del siglo XII al XIV incluyen: una baldosa del siglo XIII que ahora se encuentra en el museo de Louvre; un espejo de acero de Siria o Egipto de 1330, unas ruinas de un puente cerca de Bagdad, en algunas monedas y en un jarrón de bronce que ahora se encuentra en el Museo del Palacio de Golestán. 
El uso del León y Sol como símbolo en una bandera, se atestigua por primera vez en una pintura miniatura que ilustraba una copia de Shahnameh Shams al-Din Kashani, una epopeya de la conquista mongola de 1423. La pintura representa a varios jinetes acercándose  a la ciudad de Nishapur. Uno de los jinetes lleva una bandera de un león cargando un sol naciente en su espalda y el poste está inclinado con una luna creciente. Para el tiempo de Safavids (1501-1722) y la subsecuente unificación de Irán como un único estado, el León y Sol se convirtió en un símbolo familiar, ya que comenzó a aparecer en monedas de cobre, pancartas y en obras de arte. El símbolo del León y Sol fue también utilizado en pancartas de los mongoles de India, en particular en aquellos de Sha Jahan.

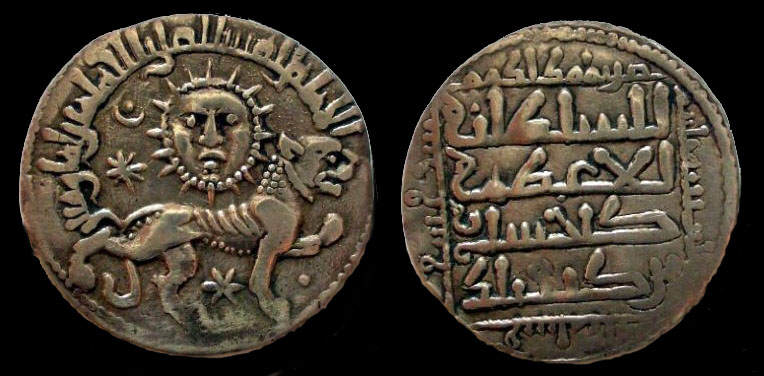
Moneda de Dirham, Kaykhusraw II, Sivas, AH 638/AD 1240-1.
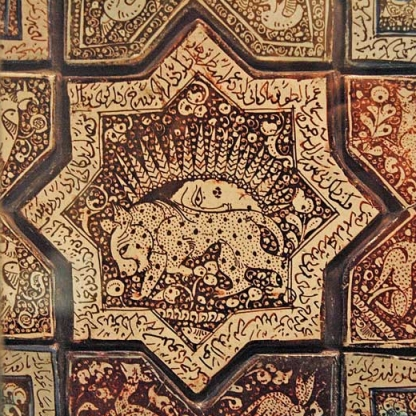
Azulejos Ilkhanid, Damghan, Irán.
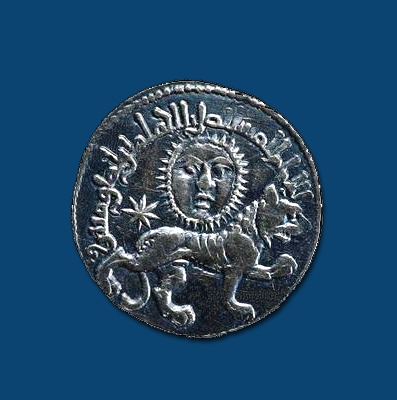
Una moneda Seljukid

### Imperio safávida

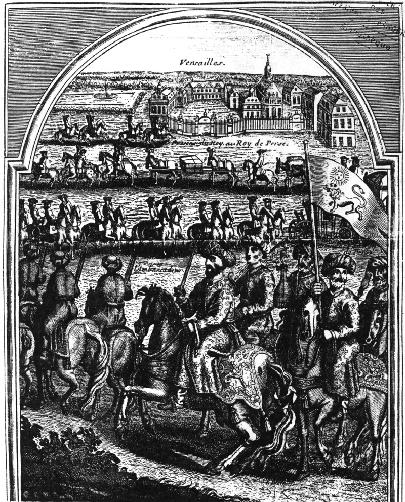
Bandera de Irán cargada por la delegación persa durante la visita de Mohammad-Reza Beg en Versalles, agosto, 1715.

En los tiempos del Imperio safávida, el León y Sol representaban los dos pilares de la sociedad, estado y religión. Está claro que se usaron varias alarmas y pancartas por los Safavids durante su mandato, especialmente por los primeros reyes. Para el tiempo de Shah Abbas, el símbolo del León y Sol se convirtió en uno de los emblemas más populares de Persia.
De acuerdo a Najmabadi, la interpretación de safávida de este símbolo estaba basada en la combinación de mito-historias y relatos como el Shahnameh, cuentos de profetas y otras fuentes islámicas. Para los safávida, el Sha tenía dos roles: ser rey y hombre santo. Este doble significado estaba asociado con la genealogía de los reyes iraníes. Dos hombres fueron las personas clave de la paternidad: Jamashi (fundador mítico del antiguo reino persa) y Ali (Shi'te first Imam). Jamshid estaba afiliado con el sol y Ali con el león (Zul-faqar).
Aparte del Jamshid, el sol tuvo otros dos significados importantes para los safávidas. El sentido del tiempo estaba organizado alrededor del sistema solar, el cual se distinguía por el sistema lunar árabe-islámico. El significado astrológico y el sentido del cosmos estaba mediado a través de eso. A través del zodiaco, el sol estaba vinculado con Leo, que era la casa más propicia para el sol. Por lo tanto, para los safávidas el símbolo del León y Sol condensaba el doble significado de Sha, rey y hombre santo (Jamshid y Ali), a través del auspicioso símbolo del zodiaco del sol en la Casa de Leo que juntaba al cosmos y a la tierra.
En la búsqueda de la interpretación safávida del símbolo del León y Sol, Shahbazi sugiere que los safávida habían reinterpretado al león como un símbolo de Imam, 'Ali y al sol como la "gloria de la religión", un substituto para el antiguo farr-edin. Reintrodujeron el antiguo concepto del Dios-dador de gloria (farr), reinterpretado como "luz" en el Irán islámico y que el profeta y Ali "habían sido acreditados con la posesión de una divinidad de luces (nūr al-anwār) de liderazgo, que estaba representado por un halo resplandeciente." Atribuyeron dichas cualidades a Ali y buscaron la genealogía del rey a través de la madre del cuarto imán chiita de la casa real sasánida.

### Dinastía afsárida y zand
El sello real de Nader Shah en 1746 era el símbolo del León y Sol. En este sello, el sol lleva la palabra Al-Molkollah (árabe: La tierra de Dios). Dos espadas de Karim Khan Zand tienen inscripciones con incrustaciones de oro que hacen referencia al: "... león celestial ... apuntando a la relación astrológica del signo zodiacal de Leo ...". Otro registro de este tema es el símbolo del León y Sol en una lápida de un soldado de zand.

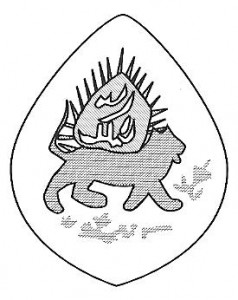
Sello real de Nadir Shah, 1764
Bandera de Nader Shah

### Dinastías kayar y Pahlavi

#### Interpretación islámica-iraní
El primer símbolo conocido de León y Sol kayar está en la grabación de Aqa Mohammad Sah Kayar, acuñada en 1796 con el motivo de la coronación del Shah. La moneda lleva el nombre del nuevo rey debajo del sol y el de Ali (el primer imán chiita) por debajo del vientre del león. Ambos nombres son invocados y esta moneda sugiere que este tema aún representa al rey (sol) y a la religión (león), "Iranización e Imamificación de soberanía". En el período kayar, el emblema se encontraba en certificados de bodas judías (ketubas) y en banderas de luto de muharram chiita.

#### Interpretación nacionalista

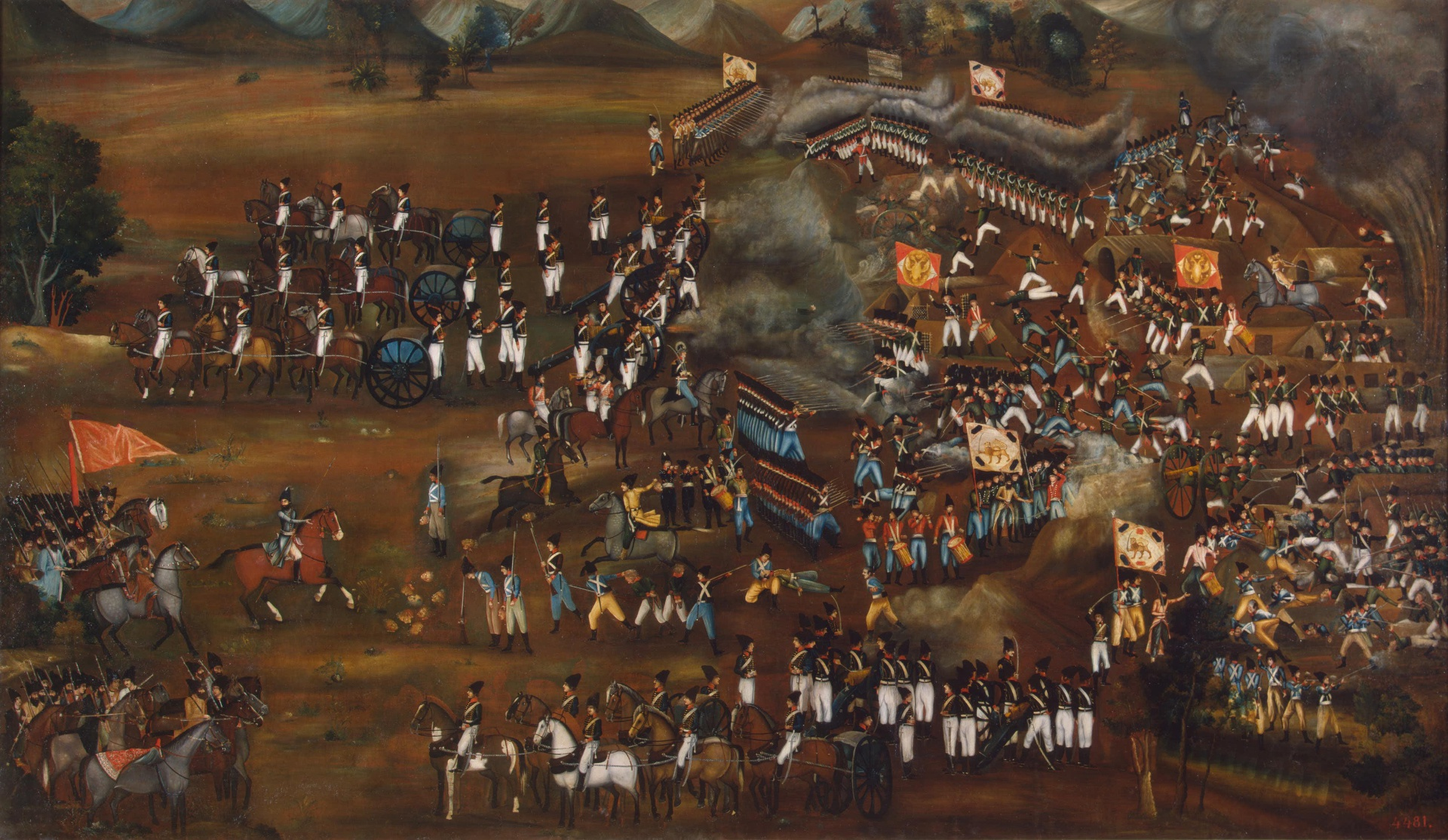
Guerra ruso-persa (1804-1813), tropas persas que llevan una bandera con el símbolo de León y Sol.

Durante el reinado del segundo sah kayar, Fath Alí Sah, se observa el comienzo de un cambio en la cultura política del concepto del de la regla safávida. Se le restó importancia al componente islámico de la regla. Este cambio coincide con los primeros estudios arqueológicos de los europeos en Irán y la reintroducción de la pasada historia gloriosa preislámica de Irán a los iraníes. Fath Alí Sah trató de afiliar su soberanía con los gloriosos años del Irán preislámico. Evidencia literaria y documentos de su tiempo sugieren que el León y Sol era un símbolo del rey y una metáfora de Jamshid. En referencia a Rostam, el héroe mítico de Irán en Shahnameh, y el hecho de que el león era símbolo de Rostdam, el león recibió una interpretación nacionalista. El león era el símbolo de los héroes de Irán que estaban listos para proteger al país contra cualquier enemigo. Fath Alí Shah menciona el significado de los signos en dos de sus poemas:

"Shah Fat'h Ali, el Turki Shah, el universo Jamshid-iluminador

El señor del país Irán, el universo adorador del sol" 

También:

"Irán, el gorg de los leones, el sol de Shah de Irán

Es por esto que el León y Sol se marca en la bandera de Dara"

También fue durante este tiempo que construyó el Trono del Sol, que es el trono imperial de Persia. 
En el siglo XIX, visitantes europeos en la corte kayar, atribuyeron a la antigüedad del Leon y Sol, lo que llevó al kayar, Mohammad Sah, a darle una "interpretación nacionalista".

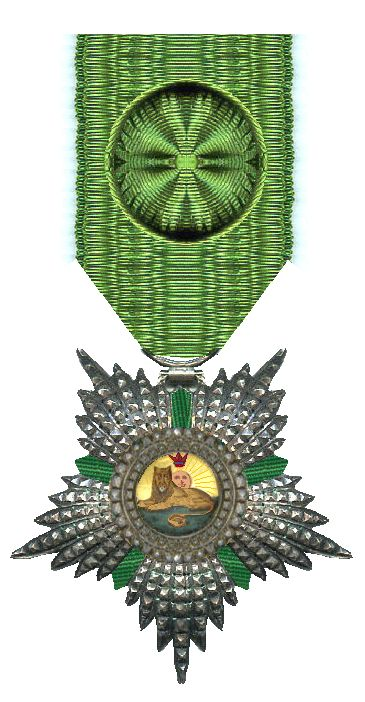
La Orden imperial del León y Sol

En un decreto publicado en 1846, se estableció que "por cada Estado soberano, un emblema se establece y para el Estado de Persia, también, la Orden de León y Sol se ha usado, una insignia que tiene tal vez hasta tres mil años de edad, incluso antes de la época del Zoroastro.  Y la razón de su uso en la religión zoroastrista es por la consideración del sol como revelador de todas las cosas y sustentador del universo [...], por lo tanto lo veneraban. Esto seguido por una razón astrológica por la cual se selecciona al sol en la Casa de Leo como el emblema del estado de Persia. Después, "el decreto aclama que el uso de la Orden del León y Sol ha existido desde el Irán preislámico zoroastriano, hasta que su culto fue abolido por los musulmanes. Piemontese sugiere que en ese decreto, "consideraciones nativas políticas y hechos anacrónicos históricos son revueltos con argumentos astrológicos curiosos". En ese tiempo, el símbolo del León y Sol, estableció en el estado la monarquía y la nación de Irán, asociada con una historia preislámica.

#### Orden del León y Sol
La Orden Imperial del León y Sol fue instituida por Fath Alí Shah de la dinastía kayar en 1808 para honorar a los oficiales foráneos (más tarde con extensión a los persas) que había prestado servicios distinguidos a Persia.

#### Cambios substanciales en el símbolo
Otro cambio bajo el mandato del segundo y tercer rey kayar fue la africanización del tema. Para este tiempo, el león era uno africano que tenía una melena más larga y un cuerpo más grande comparado con el de Persia. Yahya Zoka sugiere que esta modificación fue influenciada por el contacto con los europeos.
De acuerdo a Shahbazi, el Zu'l-fagar y el león decoraban las banderas iraníes de ese tiempo. Parece ser que para el final del reinado de Fath' Ali Shah, los dos logos se combinaban y al león representando a Ali se le otorgaba el conocimiento de Ali, el Zu'l-fagar.
De acuerdo a Najmabadi, algunas veces se puede encontrar al León y Sol con una corona y una espada en la pata del león. En 1836, el decreto de Mohammad Shah establece que el león debe estar erguido y llevar un sable ("para que se destaque la destreza militar del estado"). La corona también fue añadida como un símbolo de realeza para cualquier monarca kayar. El decreto establece que el emblema es a la vez el emblema nacional y real de Irán. En este período, el león era representado como la forma masculina y el sol como la femenina. Antes de estos tiempos, el león podía ser masculino o femenino, con espada o sin espada y amable o sometido al estar tranquilamente sentado.
La corona sobre la configuración del León y Sol consolida la asociación del símbolo con la monarquía. El sol perdió su importancia como ícono de la realeza y la Corona Kaini se convirtió en símbolo primordial de la monarquía kayar. Bajo el mandato de Nasereddín Sah Kayar, el logo varió de ser un león sentado sin espada a haber leones parados y con espadas. En febrero de 1873, el decreto de la Orden de Aftab (Nishan-i Afab) fue emitida por Nasereddín Sah Kayar.

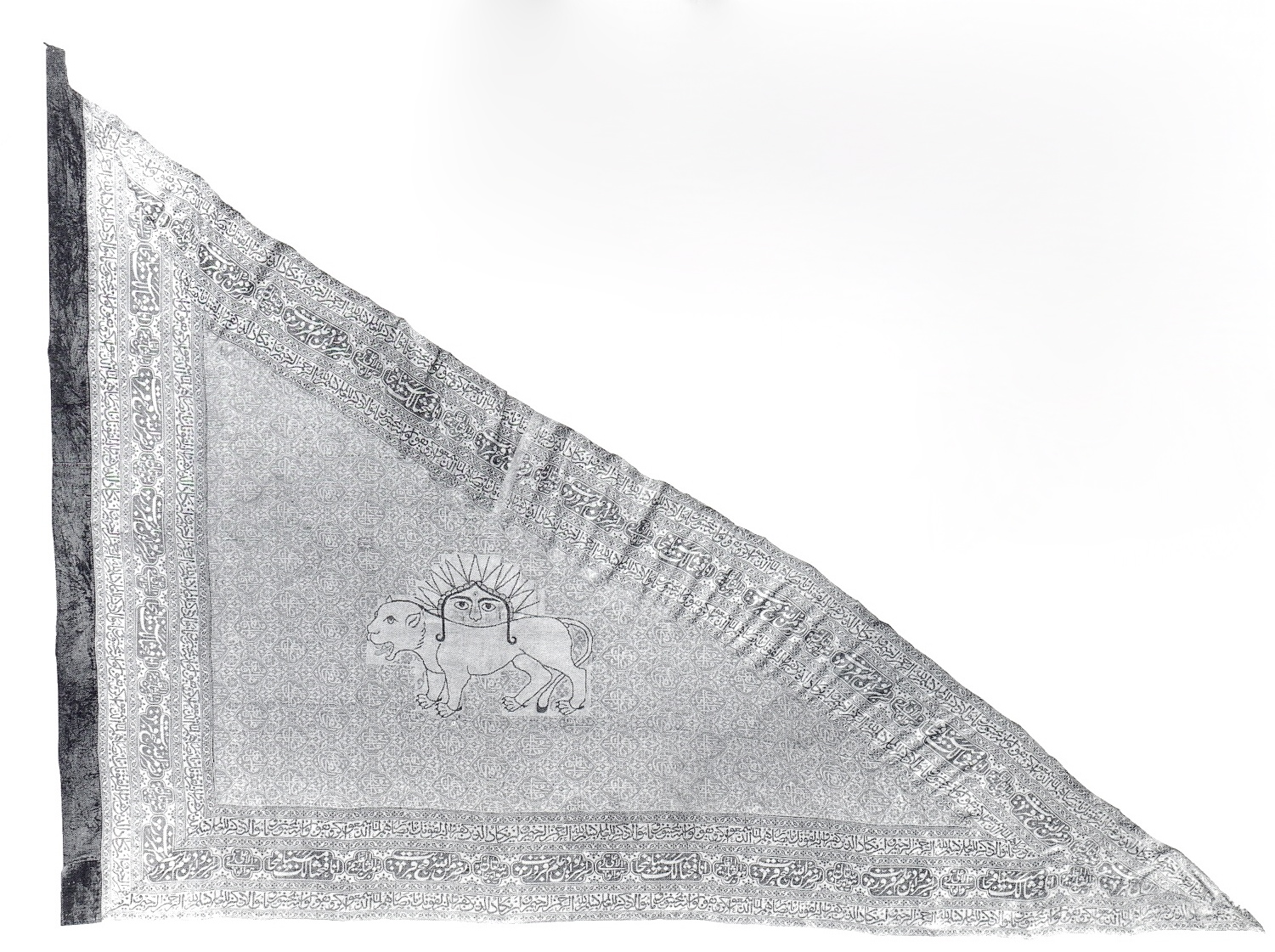
Bandera triangular de seda de Irán de la dinastía kayar, 3.6 m por 2.03 m, mediados del siglo XIX, versos del Corán se pueden encontrar en las orillas.
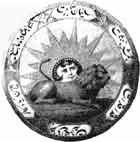
Emblema de Persia durante el mandato de Fat'h Ali Shah
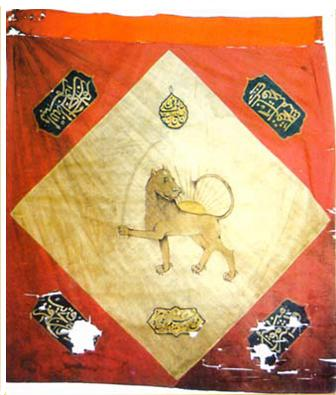
Bandera de Kanato de Ereván, 1828.
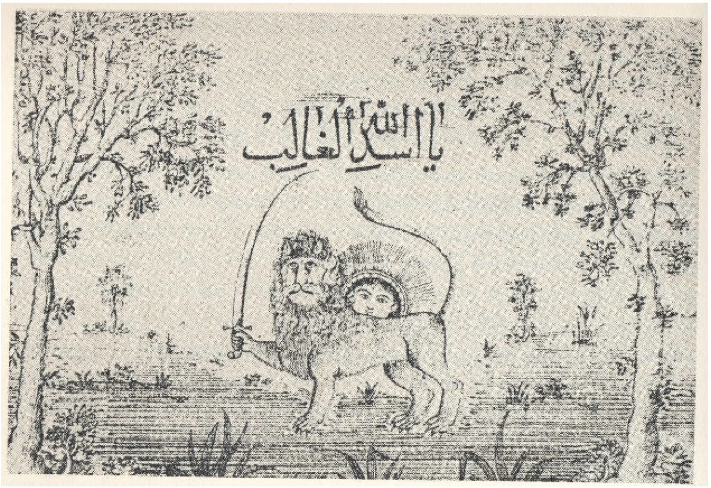
Logo del periódico Akhbardar al-Khalafah-i Tehran, 5 de febrero de 1851
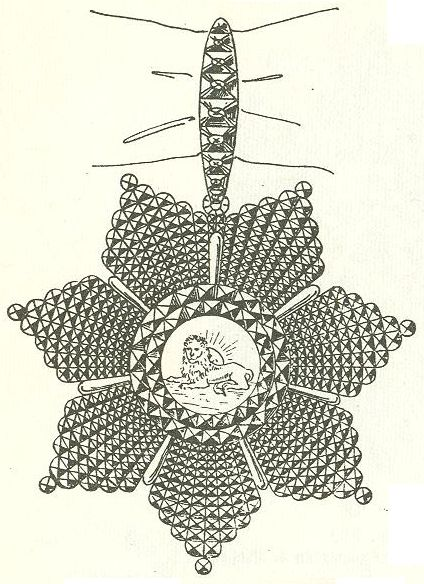
Orden del León y Sol en la era kayar
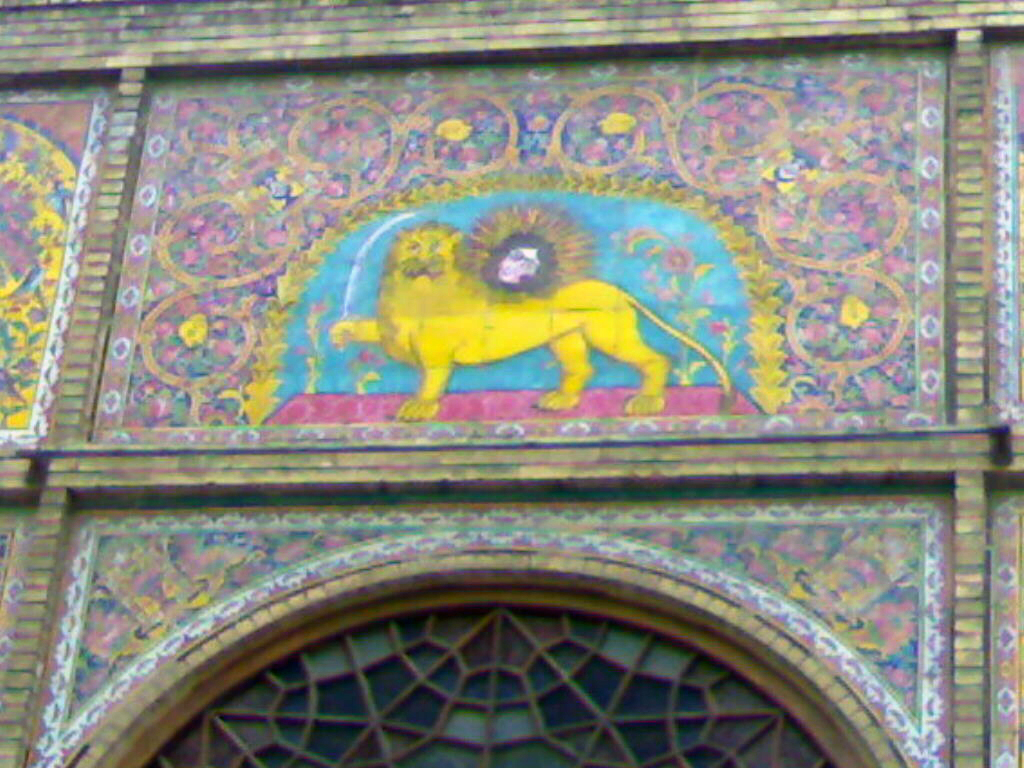
León y Sol de la dinastía kayar en el Palacio de Golestán
Emblema Imperial de Irán. Dinastía kayar (1907-1925).

#### Posterior a la Revolución Constitucional Persa
En la quinta enmienda de la Constitución de 1906, el símbolo del León y Sol en la bandera de Irán, fue descrito como un león sosteniendo un sable en su pata y con el sol de fondo. Un decreto del 4 de septiembre de 1910, especifica los detalles exactos del logo, incluyendo la cola del león. ("como una S itálica"), la posición y el tamaño, la pata, la espada y el sol.
Najmabadi observa un simbolismo paralelo en tapices producidos tras el exitoso golpe de Reza Khan. El sol Coy es protegido por el león y Rezakhan es el héroe que protege a la patria. Bajo el mandato de Reza Shah, se quitaron los rasgos femeninos del sol y fue pintado de manera más realista y con rayos limitados. En los contextos militares, se añadía una corona de Pahlavi al tema.
Los Pahlavis adoptaron al León y Sol como emblema , de los Qajar, pero reemplazaron a la corona Qajar con la de Pahlavi. Los Pahlavis reintrodujeron el simbolismo persa al tema. Como fue discutido en las tradiciones persas, el león ha sido el símbolo del reinado y heroísmo de Rustam en Shahnameh.
Los muchos significados históricos del emblema proporcionan una base sólida para su poder como emblema nacional y a la vez proporcionan un símbolo de identidad iraní. Una campaña importante para abolir el emblema fue iniciada por Mojtaba Minuvi en 1929. En un informe elaborado a petición de la embajada iraní en Londres, insistió en que el León y Sol eran de origen turco. Recomendó que el gobierno debía reemplazarlo con un Derafsh-e-Kaviani: "Uno no puede atribuirse una historia nacional histórica al emblema del León y Sol, si no tiene conexión a la historia antigua pre-islámica; no existe evidencia de que los iraníes lo crearon... Podríamos deshacernos de este remanente del pueblo turco y adoptar una bandera que simbolice nuestra grandeza mítica, la cual es, Derafsh-e-Kaviani." Su sugerencia fue ignorada. El símbolo fue desafiado durante la Primera Guerra Mundial, mientras Hasan Taquizadeh estaba publicando el periódico de Derafsh-e-Kaviani en Berlín. En su periódico, argumentó que el León y Sol no era ni de origen iraní ni tan antiguo como la gente lo asumía. Insistió en que el León y Sol debía ser reemplazado por el símbolo iraní de Derafsh-e-Kaviani.

Bandera de Irán (1907-1979)
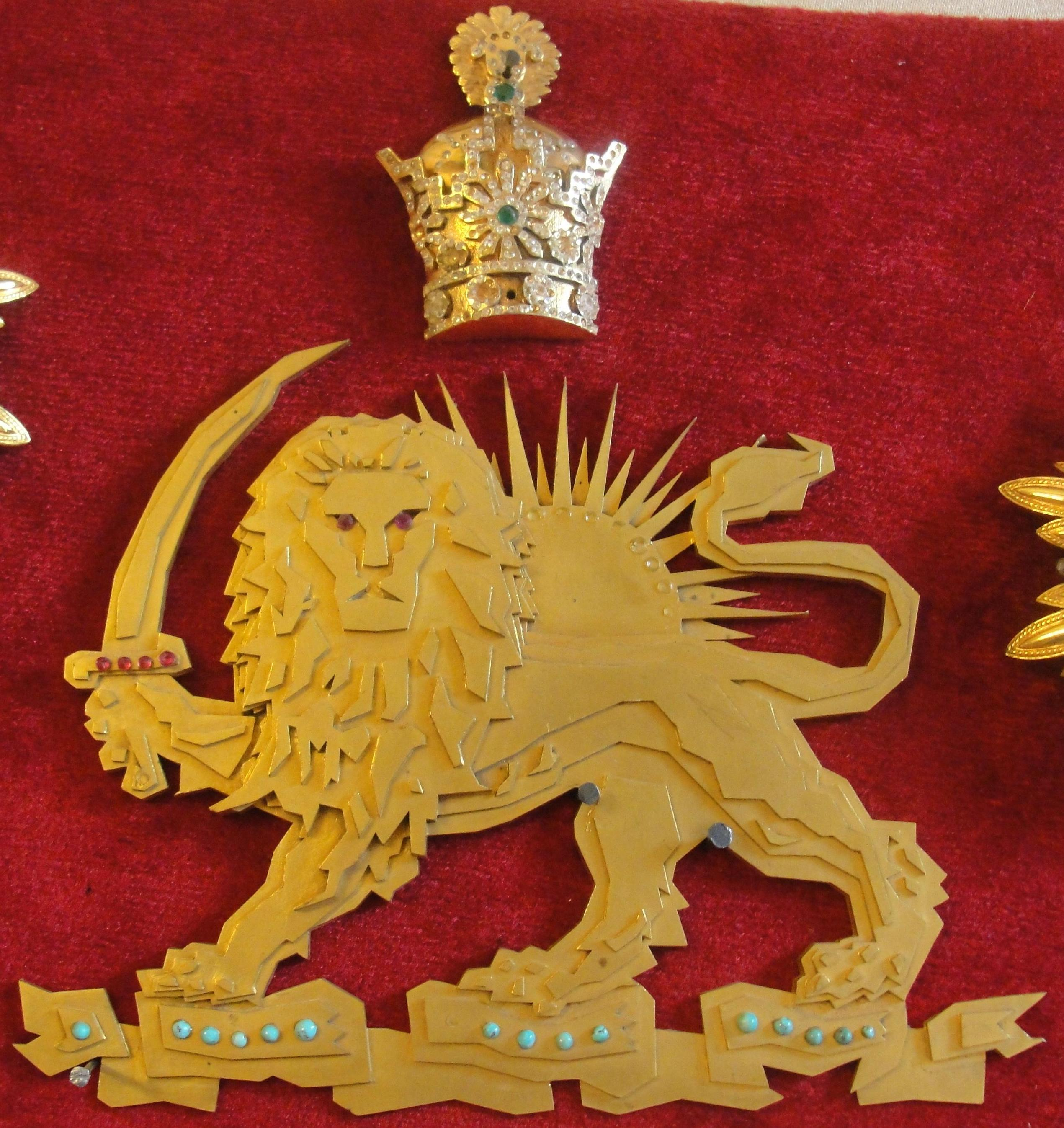
Una insignia de León y Sol en el Palacio Niavaran, Teherán
Emblema Imperial de Irán durante la dinastía Pahlaví
Bandera de proa de Irán Naval (1926-74)

### Posterior a la Revolución de 1979

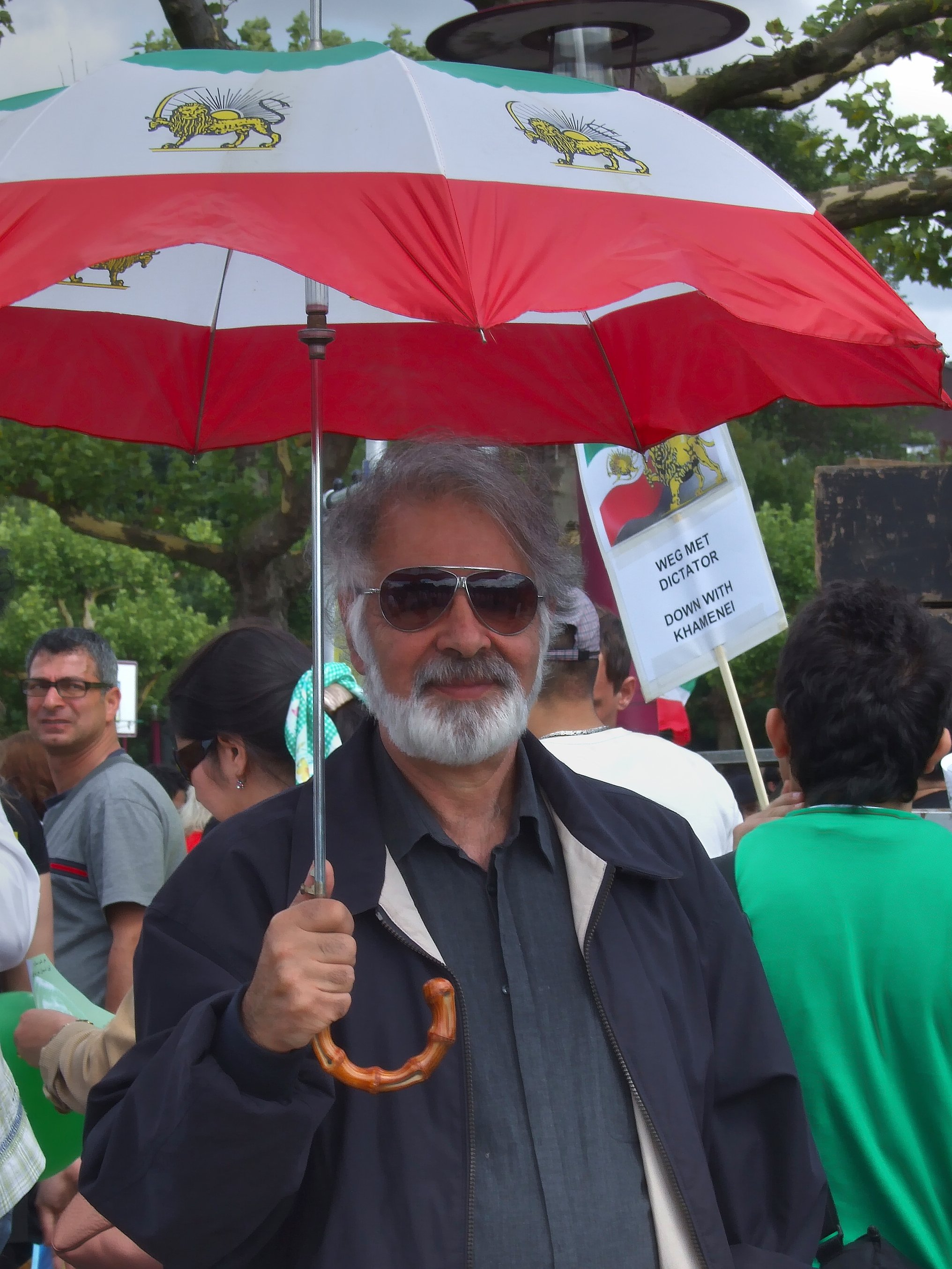
Uso del emblema del León y Sol en banderas iraníes.

El León y Sol siguió siendo el emblema oficial de Irán hasta después de la Revolución de 1979, cuando el símbolo del León y Sol, por decreto, fue removido del espacio público y las organizaciones gubernamentales y reemplazado con lo que hoy se conoce como el escudo de Irán. Para la Revolución islámica, el símbolo del León y Sol "supuestamente" hacía referencia a la "opresión de la monarquía occidental" por lo que tuvo que ser reemplazado a pesar de que el símbolo también tenía significados antiguos de Shi y el león era asociado con Ali. En la actualidad, el emblema del León y Sol es todavía usado por una parte de la comunidad iraní en exilio como símbolo de la oposición a la república islámica. Varios grupos exiliados de oposición, incluyendo a los monarquistas y las personas de Mojahedin aún utilizan este emblema. En Los Ángeles y las ciudades con grandes comunidades iraníes, el símbolo es muy usado en banderas, recuerdos o tazas, aún más de lo que se usaba durante los años de la monarquía en el país de origen.

## Reconocimiento internacional

Emblema oficialmente reconocido, pero actualmente sin usar, de la Cruz Roja en Irán.

El León y Sol es un emblema oficialmente reconocido, pero actualmente sin utilizar por la Cruz Roja Internacional y el Movimiento Rojo Creciente. La Sociedad del León y Sol Rojos de Irán (جمعیت شیر و خورشید سرخ ایران) fue admitido en la Cruz Roja y el Movimiento Rojo Creciente en 1929.
El 4 de septiembre de 1980, la recién proclamada República Islámica de Irán reemplazó al León y Sol Rojos con el Rojo Creciente, consistente con las demás naciones musulmanas. A pesar de que el León y Sol Rojo ha caído en el desuso, Irán ha reservado en el pasado el derecho de tomarlo de nuevo en cualquier momento; las convenciones de Ginebra lo siguen reconociendo como un emblema oficial y ese estatus fue confirmado por el Protocolo III en el 2005.

## En Literatura
- Antón Chéjov tiene un pequeño cuento titulado "El León y el Sol". La historia es sobre un alcalde que había estado "deseoso de recibir una orden persa del León y Sol".[27]

## Galería

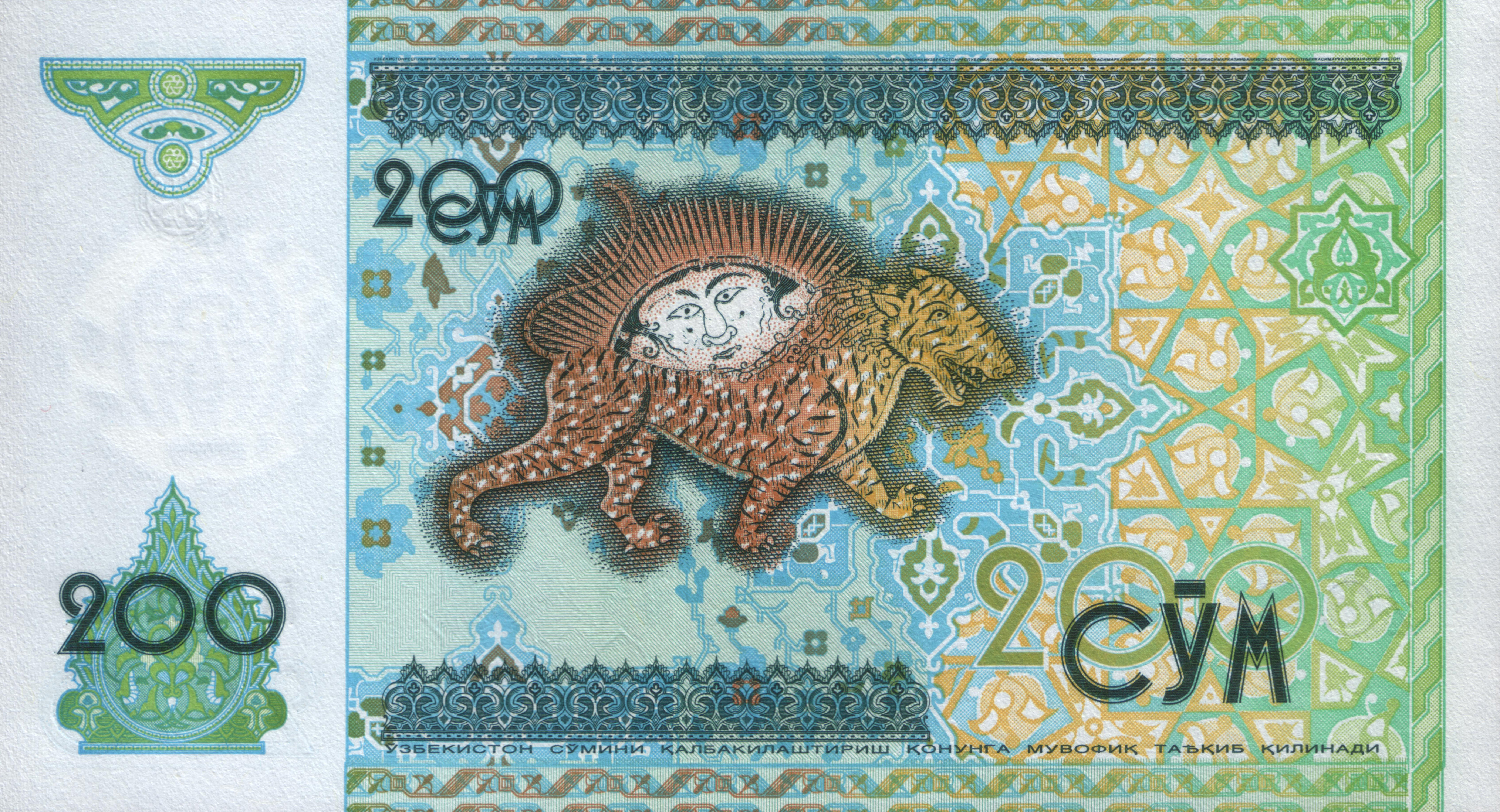
Billete del banco uzbeko  (parte posterior). El emblema del León y Sol es tomado de la pintura de Shir Dar (Puerta de los Leones) en Samarcanda, construida en 1627 d. C.
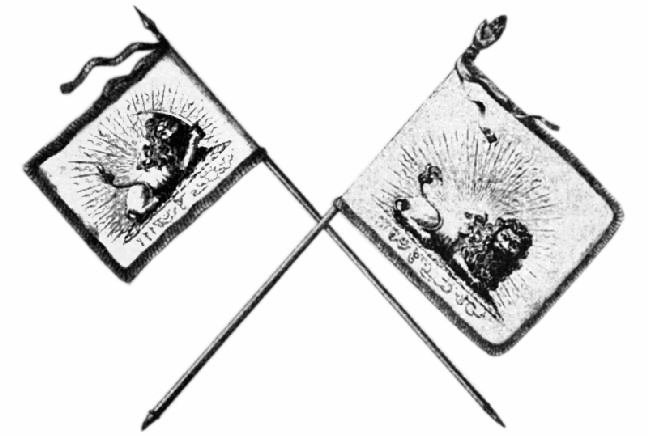
Bandera de Irán a principios del siglo XIX representada por Drouville.
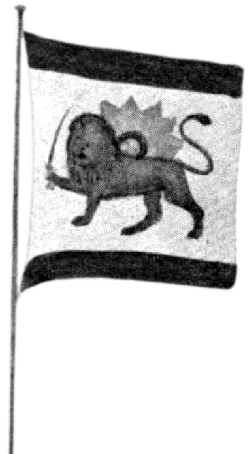
Bandera de Irán (1886 d. C.) reservada por edificios del estado y monumentos de la realeza. Fortalezas y puertos siempre relacionados al Estado y la realeza.
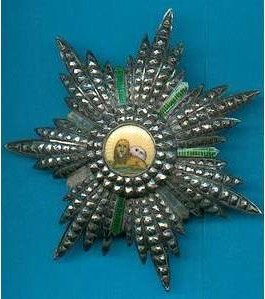
Orden de Aftab,1902 AD
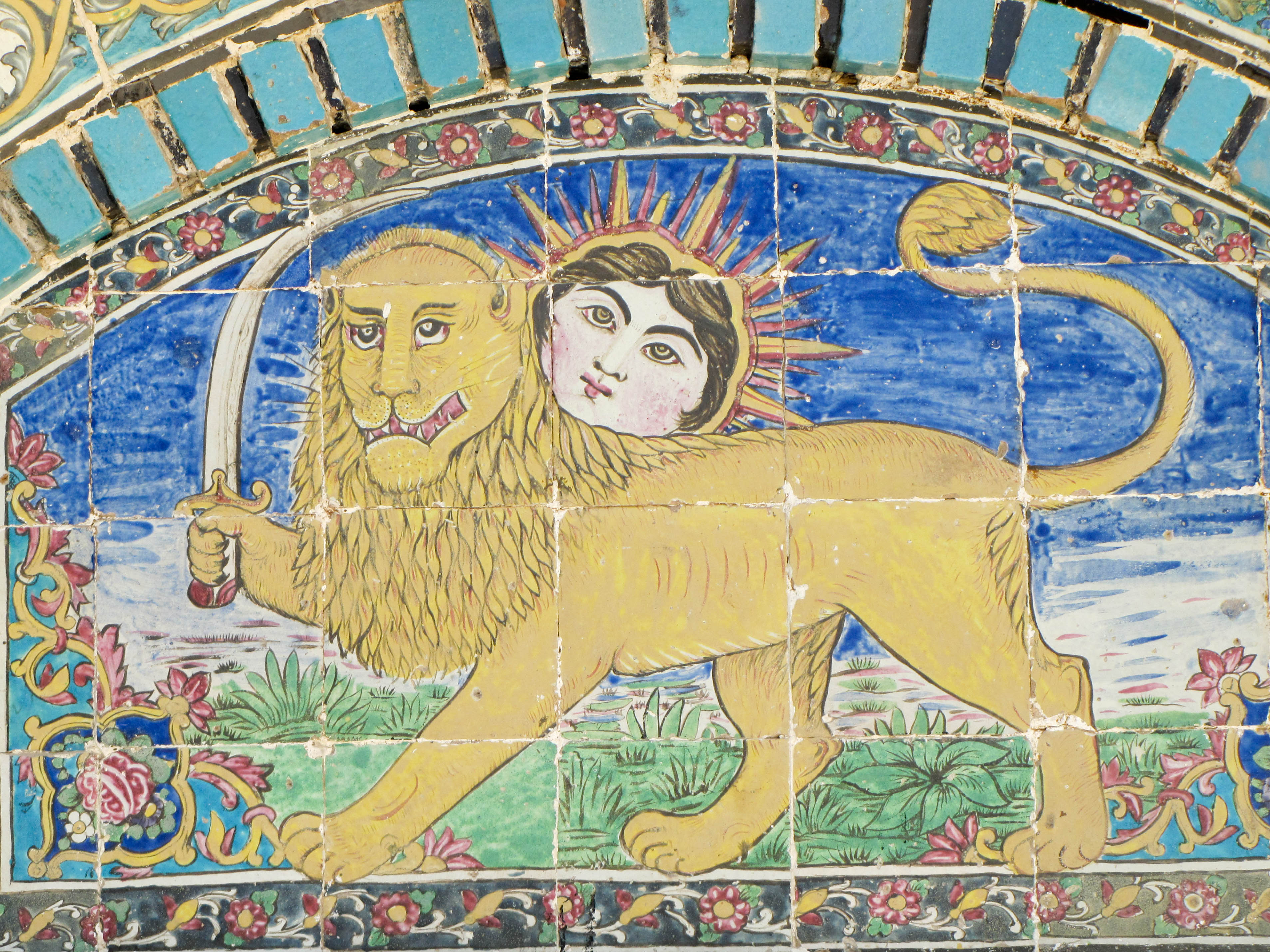
Azulejos decorados en Takieh Moaven ol molk en Kermanshah, Irán
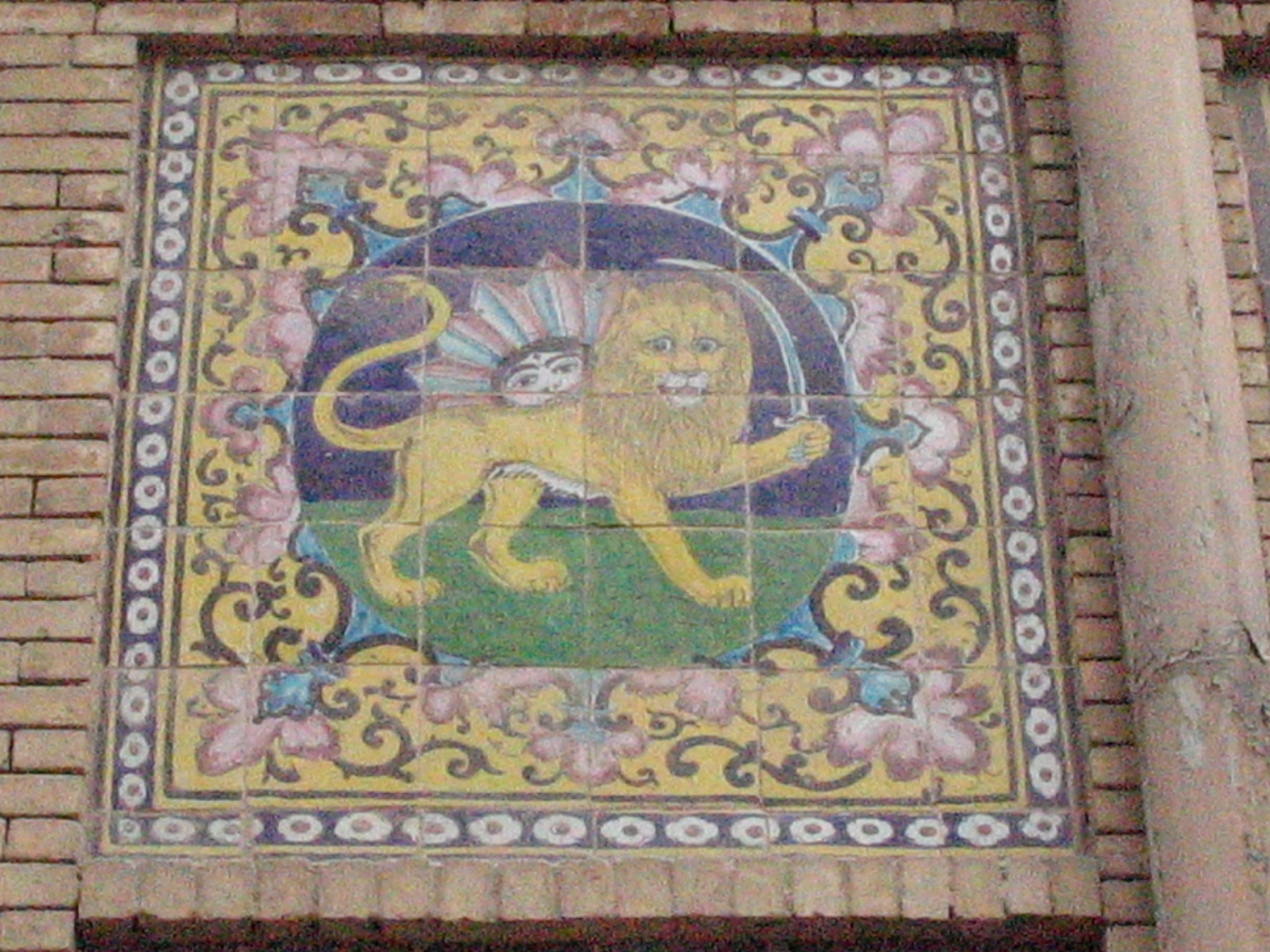
Azulejos decorados en el Palacio de Golestán, Teherán, Irán
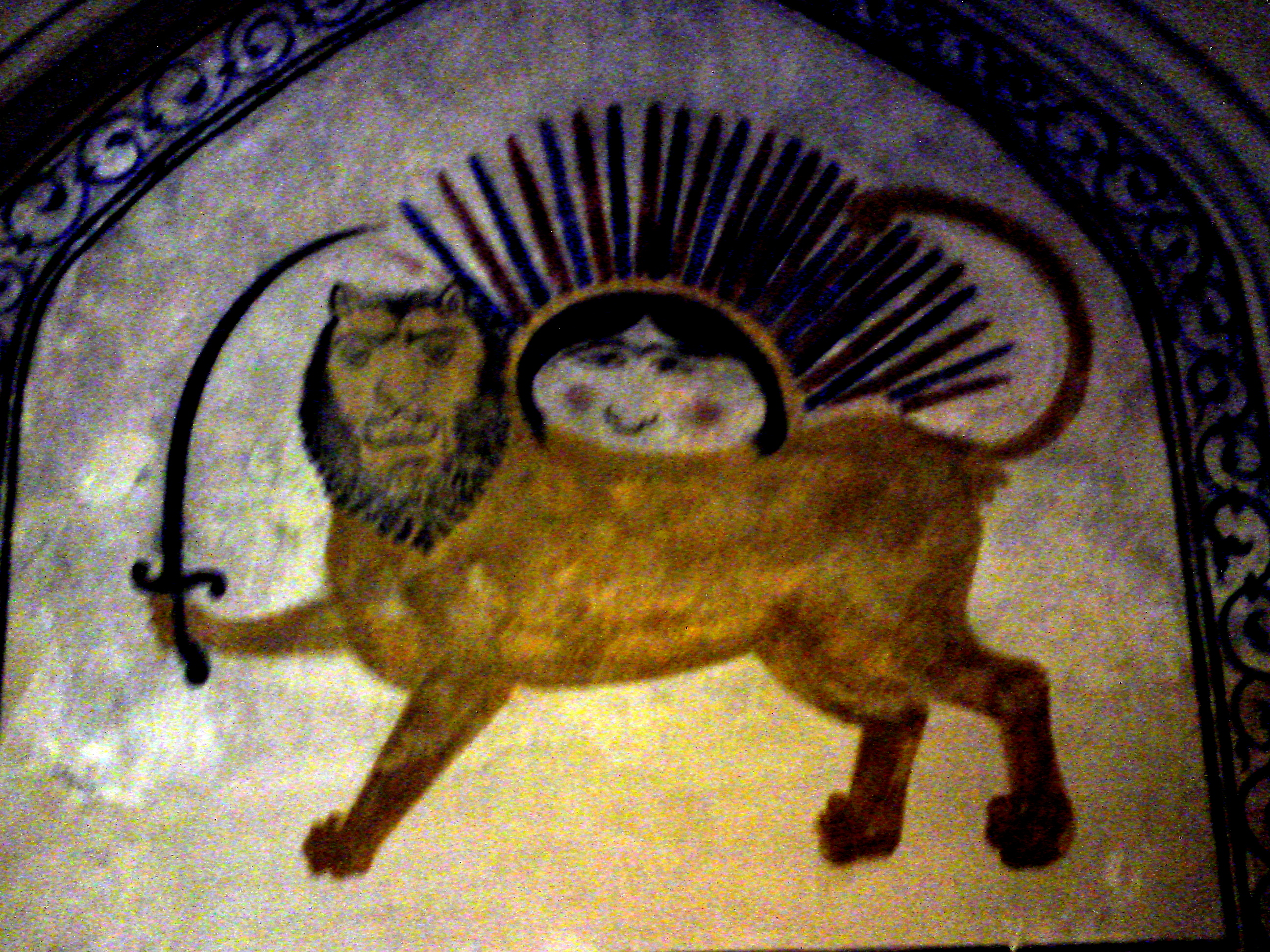
Azulejos decorados en un Hammam histórico, Isfahán, Irán
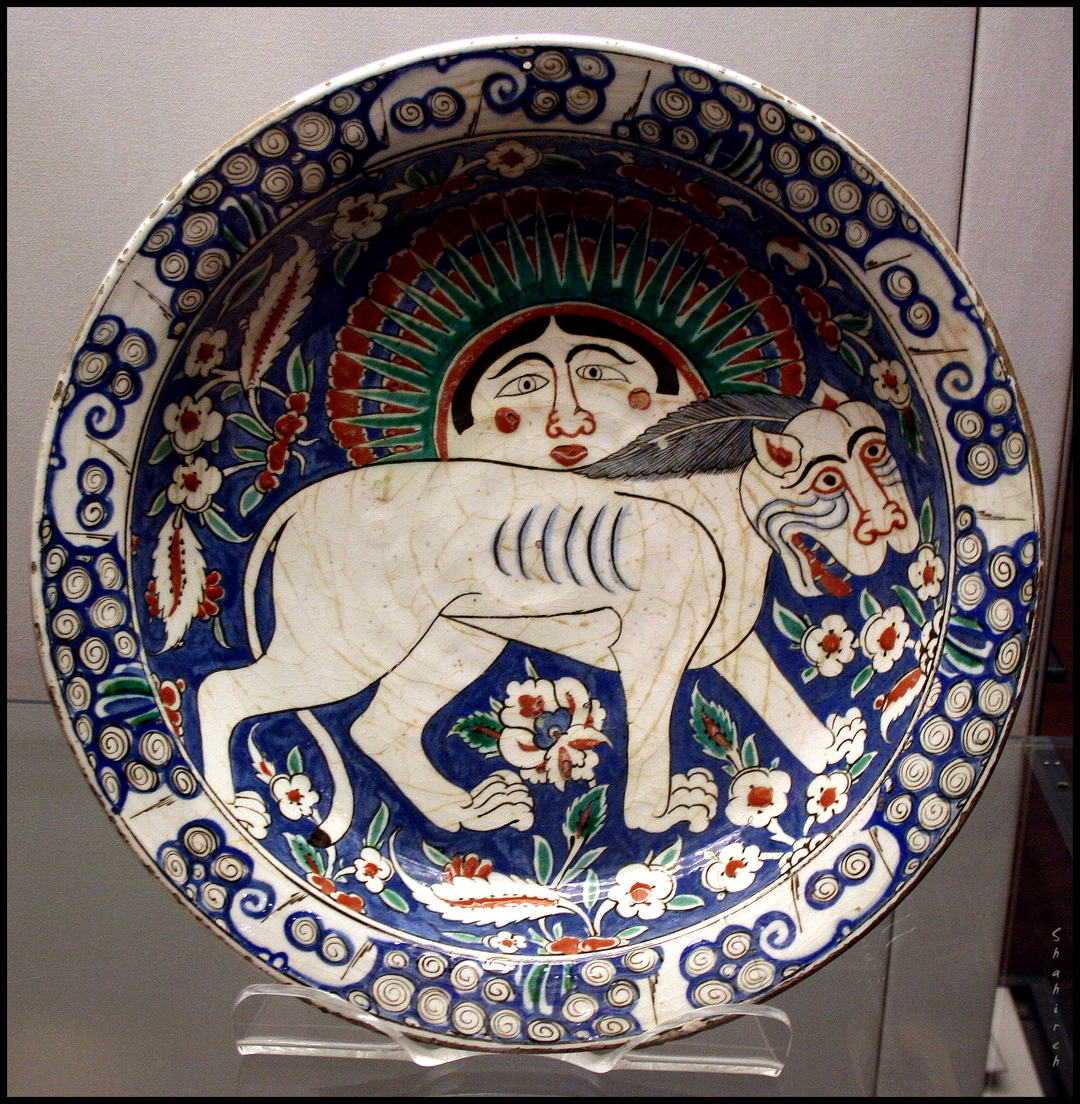
Plato decorado con el León y Sol en el Museo Británico, Londres
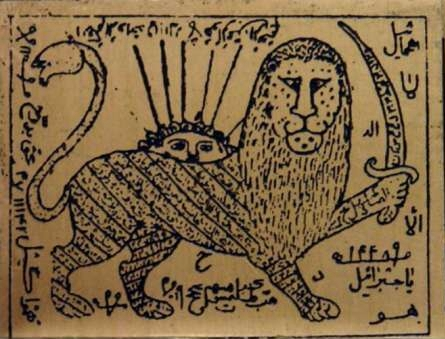
Estampado de León y Sol
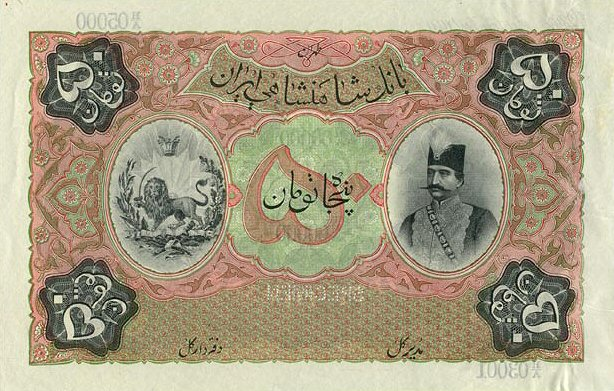
Billete del banco de Persia- 50 tomans; mediados del siglo XIX
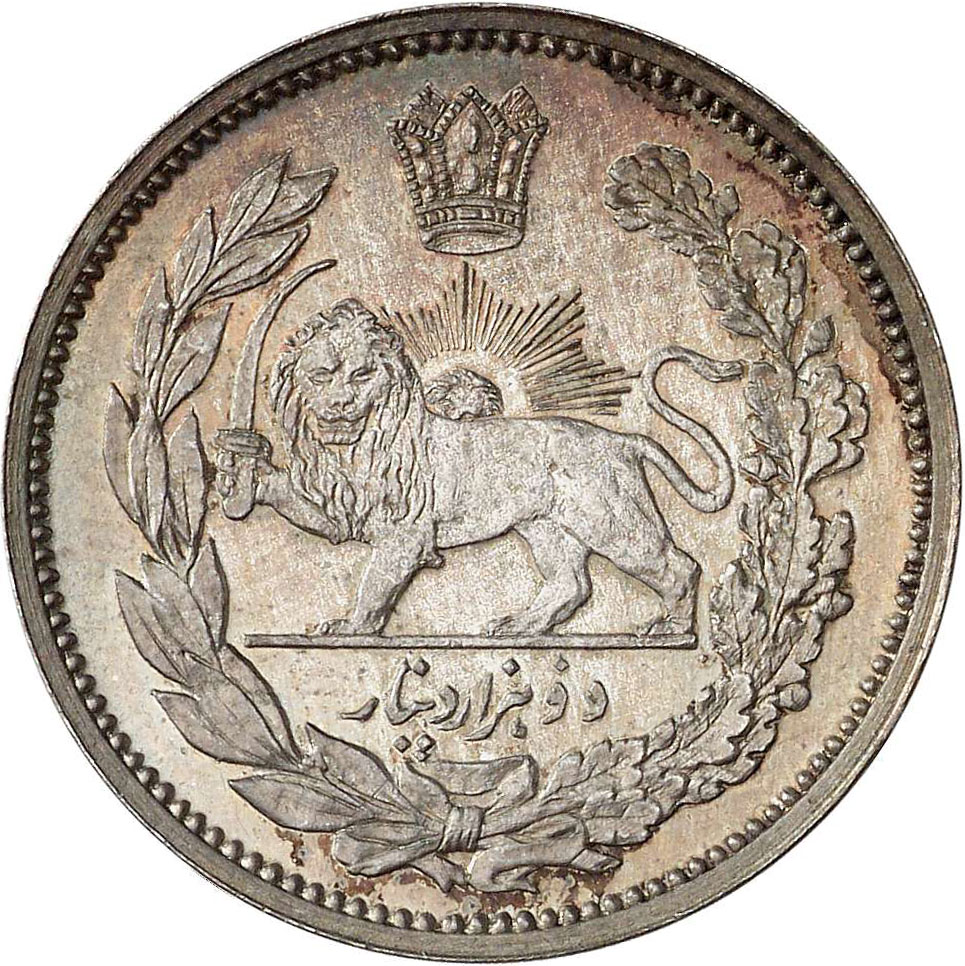
Anverso del dinar del 2000 (2 qeraans). Moneda iraní de la dinastía kayar, con el emblema del León y Sol y la corona Kiani, 1326.
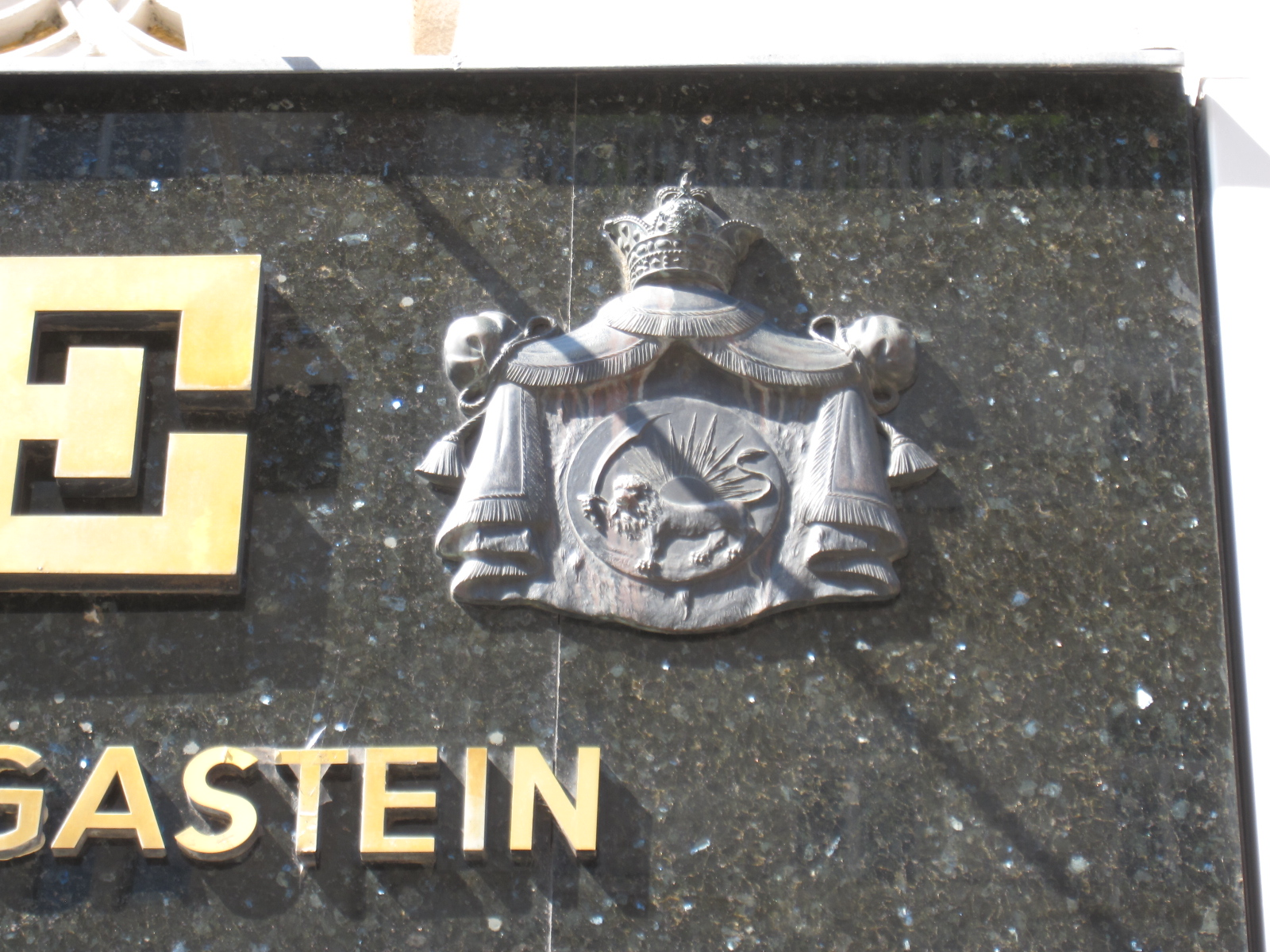
León y Sol del sha en Persa de Kniže & Comp. en Graben, Viena.
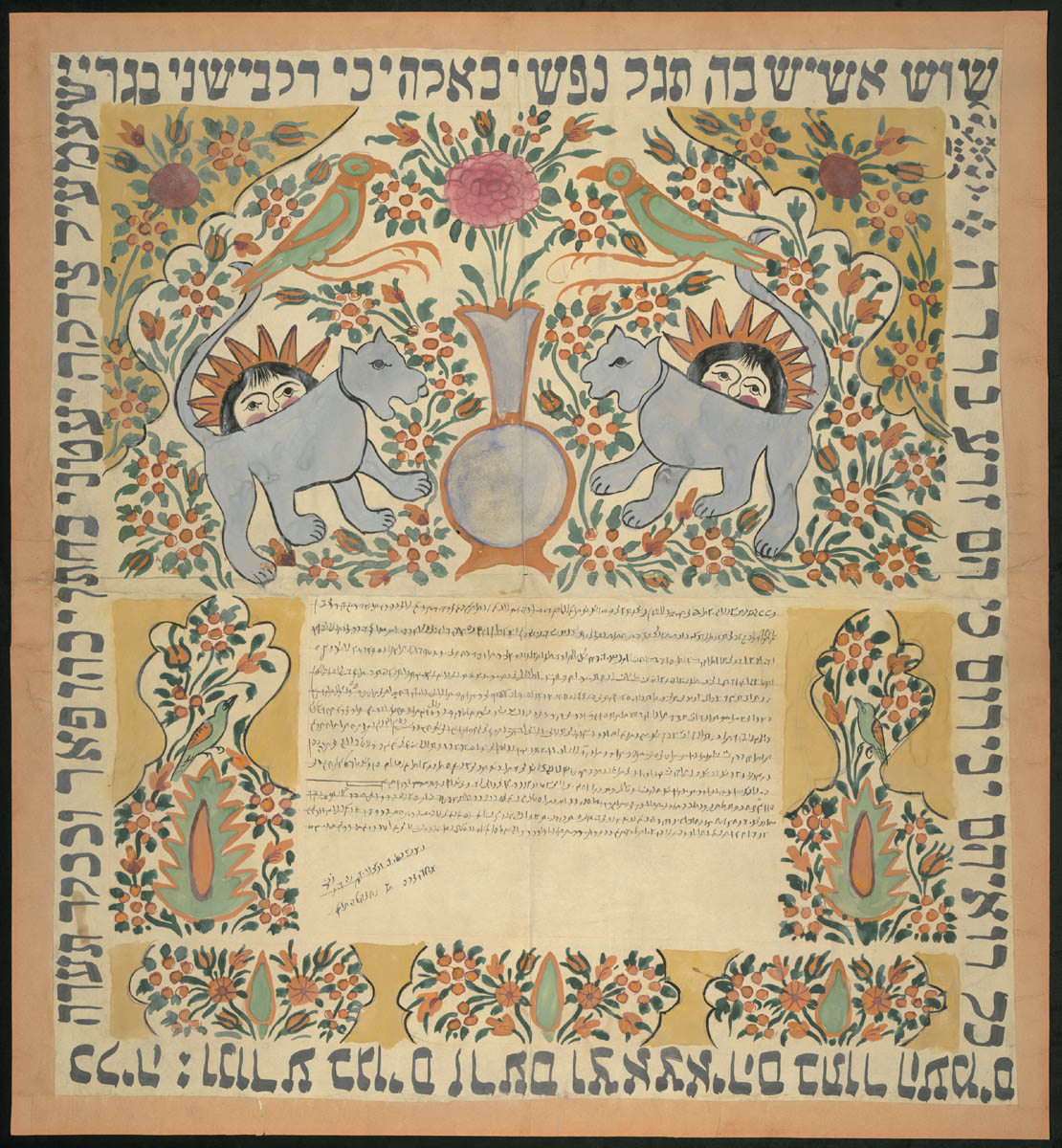
Ketubbah de Persia, década de 1840
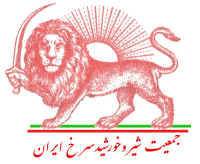
León Rojo y Sol de la Sociedad de Irán
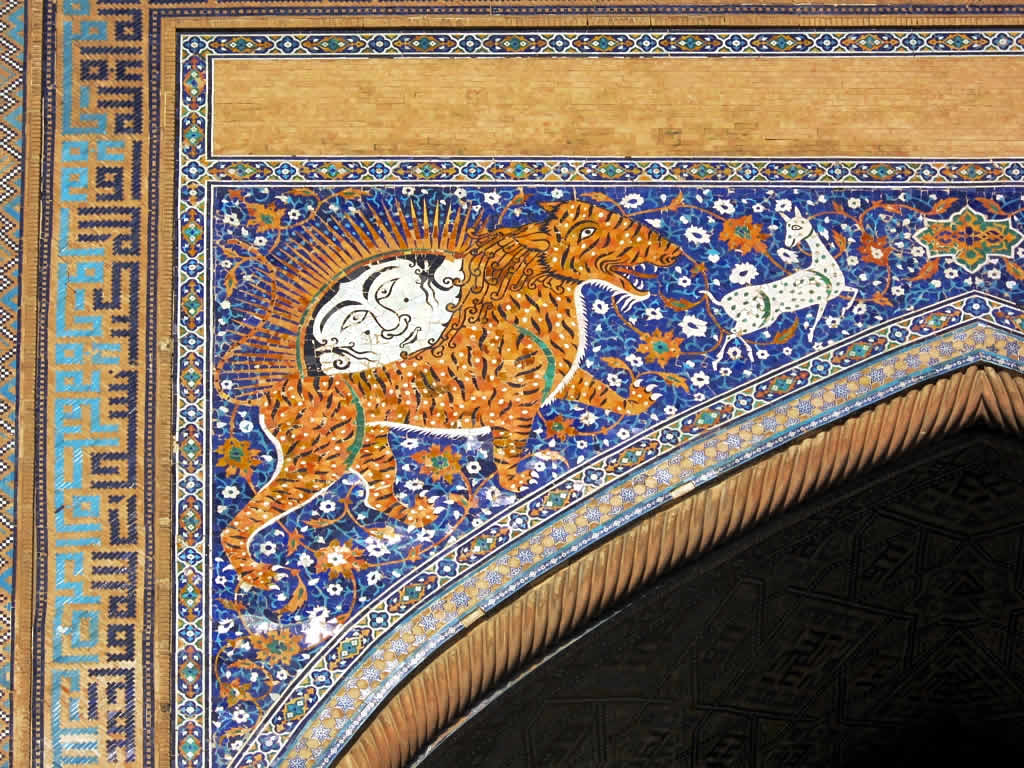
Representaciones con mosaico del León y Sol en la fachada de la Sher Dor Medressa (1636) enRegistán, Samarcanda, Uzbekistán

## Otras variaciones (no iraníes)

Aker
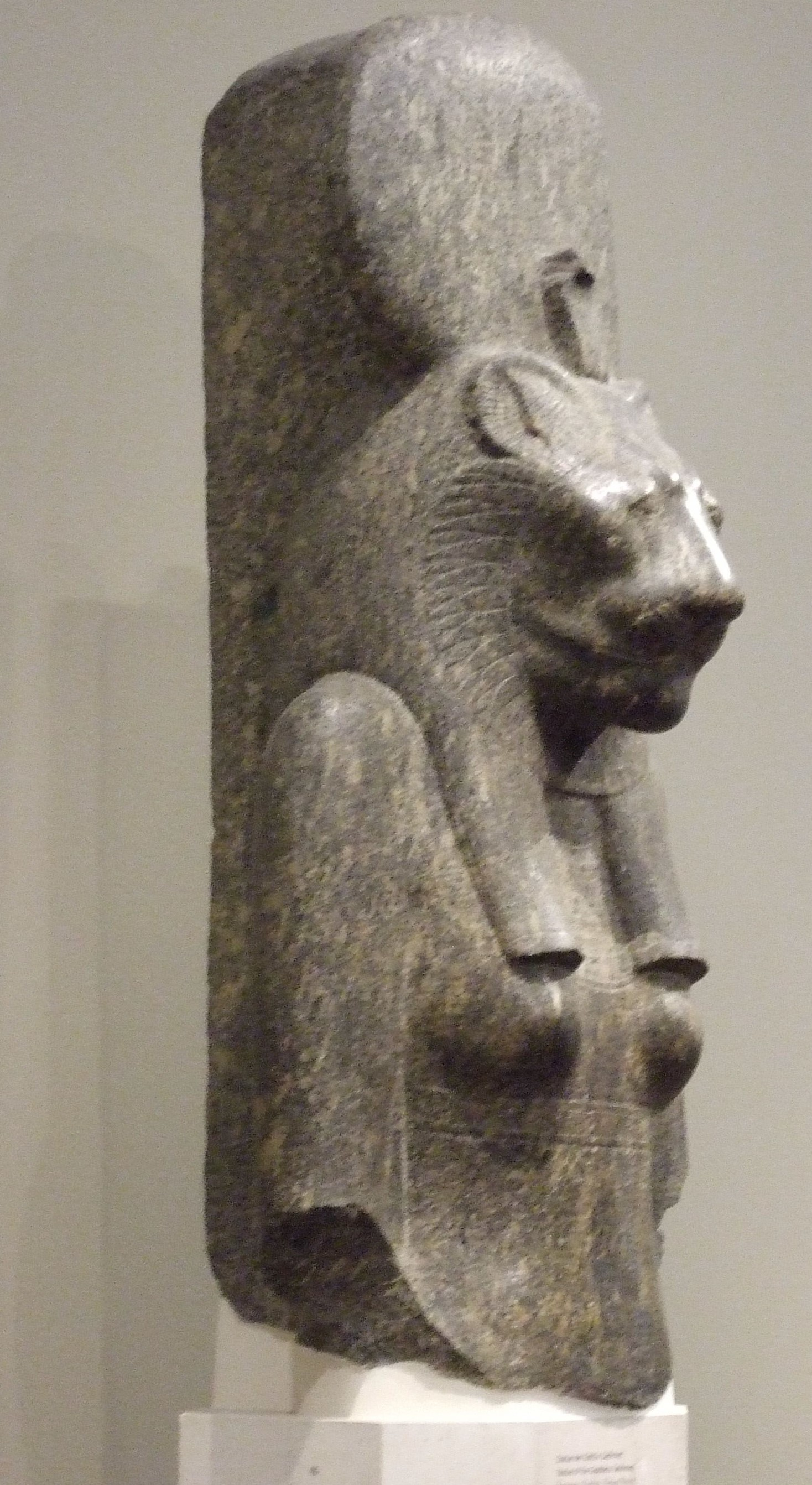
Sekhmet
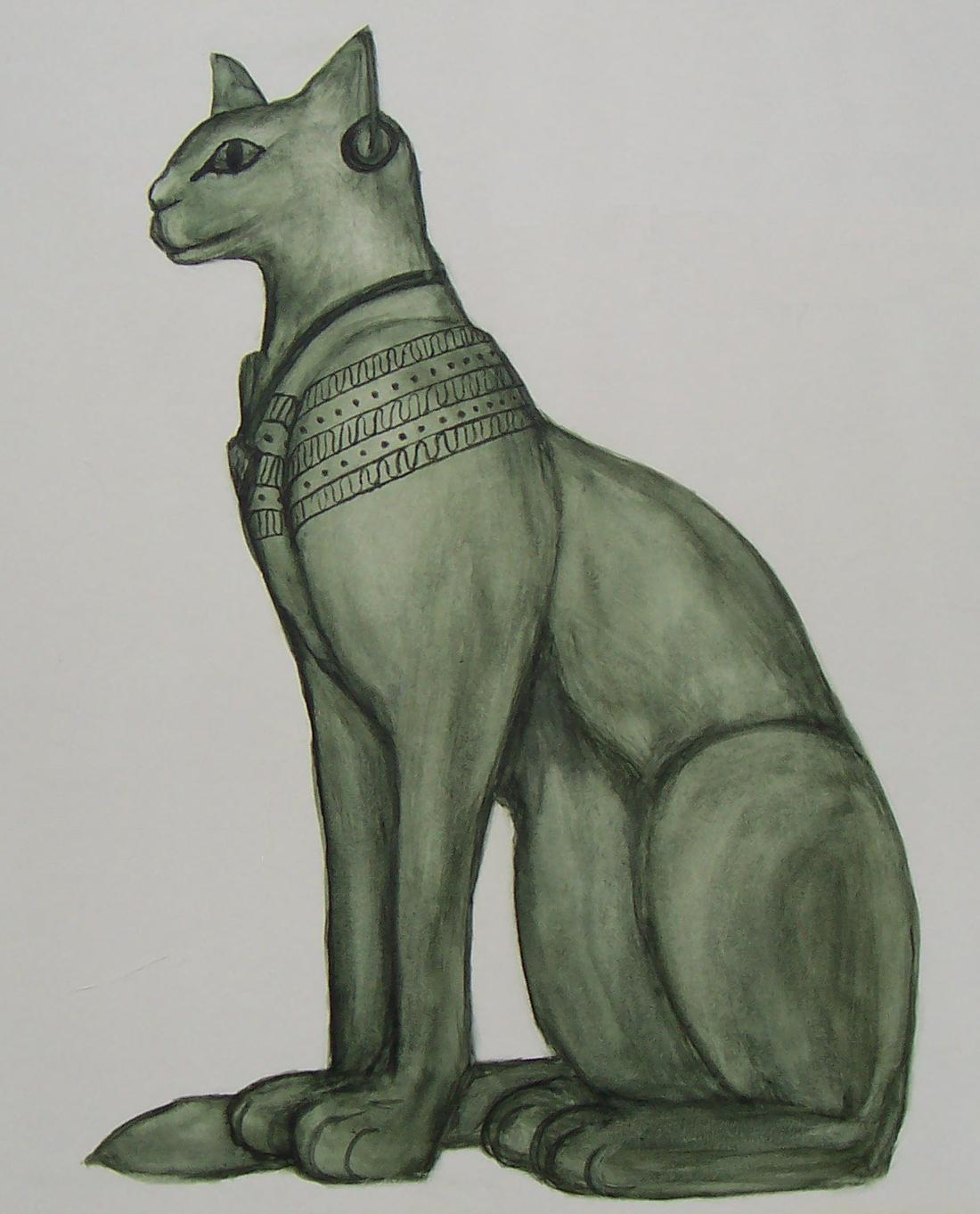
Bastet
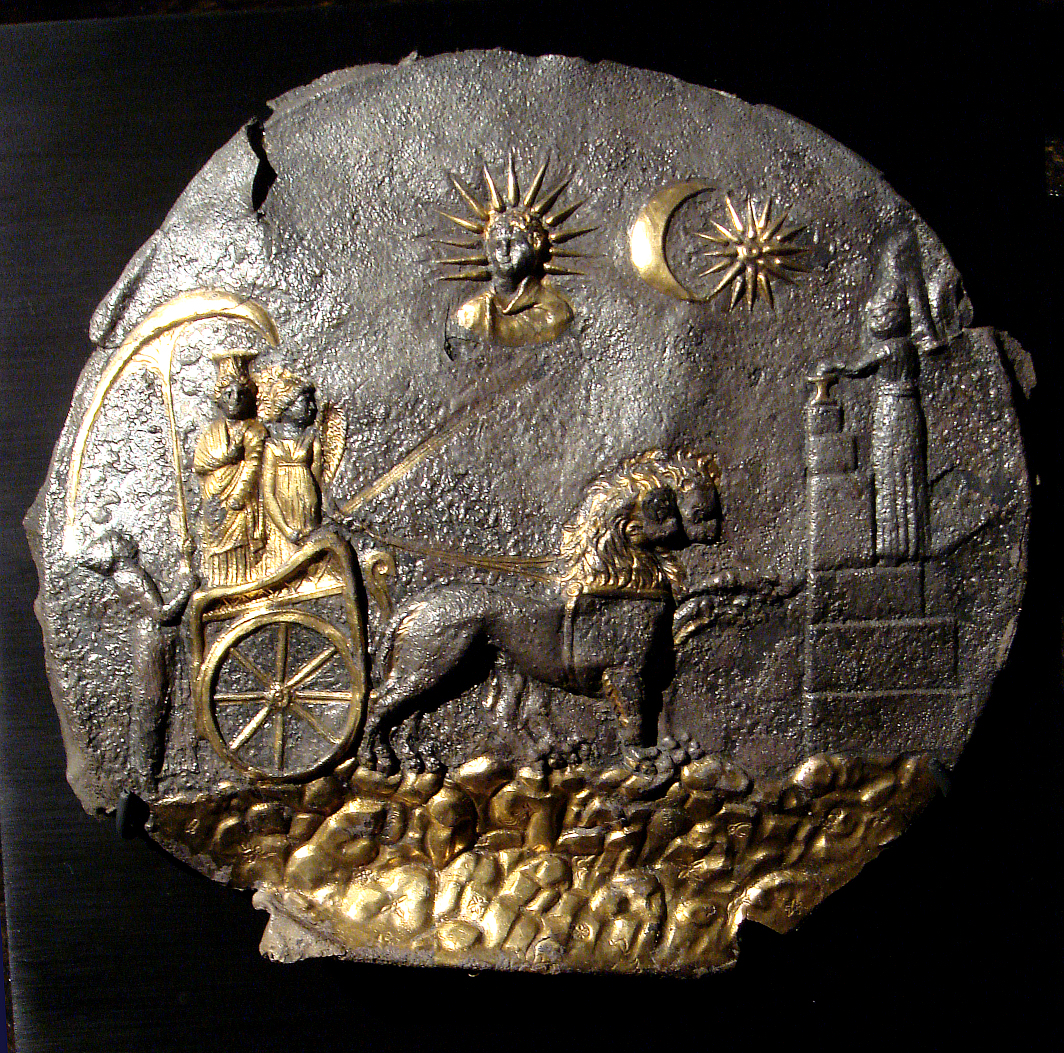
Cybele
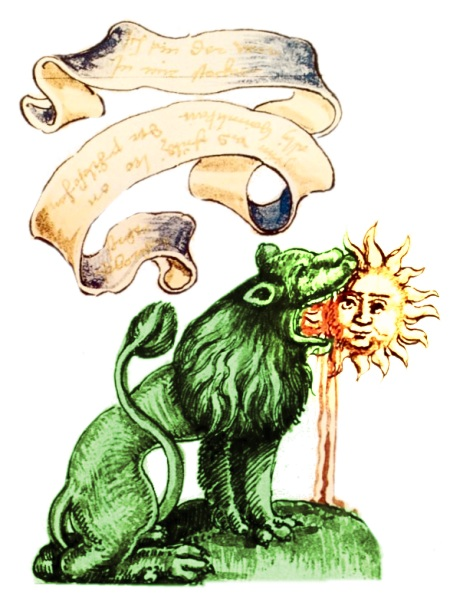
Ilustración alquémica en el Rosario de los Filósofos
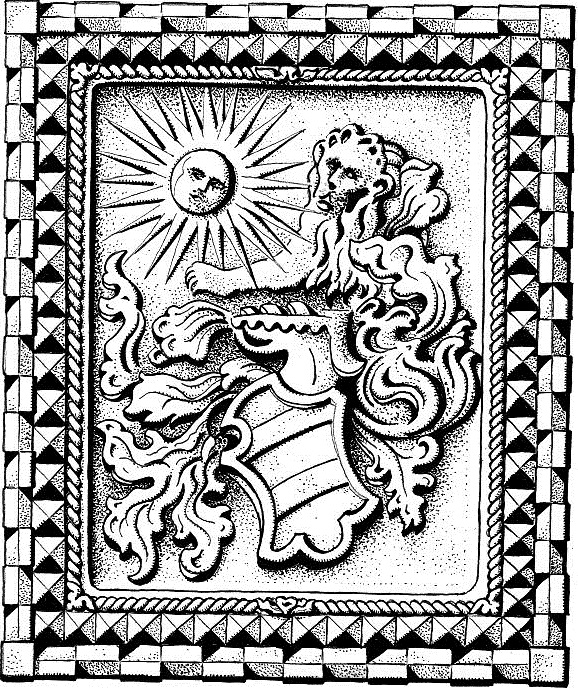
Bernardo Diedo (1432), Koper, Eslovenia
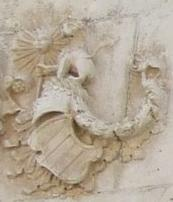
Casa de Keglevic
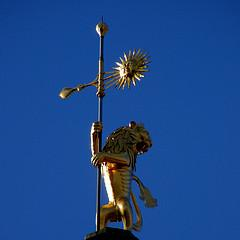
Lion d'Arras
Contrexéville
Albi
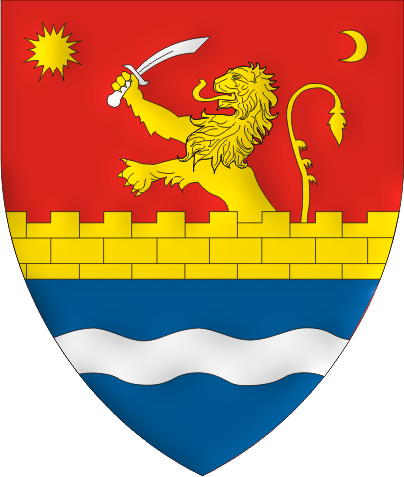
Ciudad de Timis
Sri Lanka
Bandera de Etiopía (1897-1936; 1941-1974)
Montenegro. La puerta principal de piedra con un león caminando bajo el sol con ocho rayos.
Escudo de armas de la Familia Blason